# Рада молодих учених при Міністерстві освіти і науки України
Рада молодих учених при Міністерстві освіти і науки України (РМУ при МОН) — консультативно-дорадчий орган Міністерства освіти і науки України. Метою діяльності є сприяння реалізації конституційних прав молодих учених щодо їх участі у формуванні та реалізації державної політики у сфері наукової, науково-технічної та інноваційної діяльності. РМУ при МОН є правонаступником Ради молодих учених при Державному агентстві з питань науки, інновацій та інформатизації України (Держінформнауки України).

## Історія
У 2012 році при Державному агентстві з питань науки, інновацій та інформатизації була створена Рада молодих учених. Поштовхом до її створення стало рішення круглого столу «Стан та перспективи професійної та економічної привабливості наукової сфери для молодих фахівців», проведеного 29 березня 2012 року в Держінформнауки.
Саме під час виступів та обговорення гострих питань участі молоді у науковій діяльності стала очевидною необхідність створення представницького органу молодих учених на рівні центрального органу виконавчої влади. Ініціативна група, сформована за підсумками роботи круглого столу, узагальнила пропозиції всіх зацікавлених сторін і підготувала Положення про РМУ, яке було затверджено Наказом Держінформнауки від 13 червня 2012 року № 109

## Основні завдання РМУ при МОН
- забезпечення захисту прав та інтересів молодих учених;
- сприяння взаємодії Міністерства освіти і науки з молодими вченими України;
- формування пропозицій щодо створення правових та соціально-економічних умов для залучення талановитої молоді до роботи у науковій сфері, стимулювання професійної діяльності молодих учених у міжнародних, національних та іноземних закладах вищої освіти та наукових установах, підвищення їх фахового рівня і реалізації їх творчої та професійної активності;
- популяризація освітньої та наукової діяльності молодих учених у міжнародних, національних та іноземних закладах вищої освіти та наукових установах;
- сприяння розвитку і вдосконаленню наукової сфери України та її інтеграції до світового та Європейського дослідницького простору;
- консультативна підтримка молодих учених у питаннях науково-дослідницької діяльності, співробітництва з міжнародними та іноземними замовниками наукової продукції тощо;
- сприяння залученню молодих учених до участі у конкурсах наукових робіт, формуванню колективів молодих учених для виконання наукових проектів.

РМУ при МОН функціонує на засадах самоврядності та відповідно до визначених функцій
- здійснює аналіз стану та проблем діяльності молодих учених щодо реалізації державної політики у сфері наукової і науково-технічної діяльності;
- бере участь у розробленні та здійсненні аналітики проектів нормативно-правових актів з питань, що належать до її компетенції;
- представляє позицію молодих учених з різних аспектів професійної діяльності та соціальних питань в органах державного та місцевого самоврядування, міжнародних та іноземних урядових та неурядових установах, організаціях та підприємствах;
- підтримує та розвиває міжнародні контакти в науковій сфері.

РМУ при МОН має право
- подавати пропозиції щодо удосконалення державної політики у сфері наукової, науково-технічної та інноваційної діяльності в частині, що стосується молодих учених;
- отримувати необхідну інформацію для забезпечення діяльності Ради в рамках свого Положення;
- залучати до участі у своїй роботі представників центральних і місцевих органів виконавчої влади, органів місцевого самоврядування, установ, організацій та підприємств (за погодженням з їх керівниками), а також незалежних експертів (за згодою);
- утворювати у разі потреби для виконання покладених на неї завдань постійні або тимчасові робочі групи, комісії тощо;
- організовувати наукові конференції, семінари, наради, громадські слухання та інші заходи, спрямовані на підвищення наукової, інноваційної та громадської активності молодих учених, а також брати участь у таких заходах, зокрема в інших державах;
- ініціювати розгляд на засіданнях Колегії Міністерства освіти і науки питань, що належать до компетенції Ради.

### Напрями діяльності РМУ при МОН
Консультативно-дорадча, що направлена на розширення кордонів української наукової дипломатії, стимулювання професійної діяльності молодих вчених у міжнародних, національних та іноземних закладах вищої освіти  та наукових установах, підвищення їх фахового рівня і реалізації їх творчої та професійної активності. Курсом роботи РМУ при МОН є захист прав молодих вчених, їх волевиявлення в органах державної влади, створення інформаційної платформи, просування наукової думки освітньої і наукової спільноти у національному та світовому просторі. Розробка і підготовка пропозицій до діючих та проєктів нормативно-правових актів у сфері науки і освіти.
Інформаційно-комунікативна, що спрямована на забезпечення комунікації між фізичними та юридичними особами з питань обміну і опрацювання інформації для молодих вчених (розсилки, обговорення, висвітлення діяльності і актуальних нових можливостей та ін.)
Організаційна, що спрямована на організацію і проведення проєктів, конференцій, семінарів, нарад, громадських слухань та інших заходів з метою підвищення наукової, освітньої, інноваційної та громадської активності молодих вчених в Україні та в інших державах.
Міжнародне співробітництво провадиться в контексті побудови світового та Європейського простору вищої освіти і наукових досліджень, який дозволяє нашим молодим вченим бути в епіцентрі європейського і світового наукового простору, представляти та лобіювати інтереси української наукової молоді на європейському і світовому просторі, а також сприяння налагодженню контактів з національними асоціаціями молодих науковців та іншими академічними партнерами різних країн.

### Структура РМУ при МОН (Керівні та робочі органи)
РМУ при МОН утворюється у складі голови, першого заступника голови, двох заступників голови, секретаря РМУ при МОН та членів РМУ при МОН.
Голова РМУ при МОН, перший заступник голови РМУ при МОН, заступники голови РМУ при МОН та секретар РМУ при МОН обираються зі складу членів РМУ при МОН на засіданні РМУ при МОН шляхом відкритого голосування.
Голова РМУ при МОН обирається строком на 2,5 роки з правом подальшого переобрання, але не більше ніж на два строки.
Формою роботи РМУ при МОН є засідання, що проводиться за рішенням її голови. Для оперативного вирішення актуальних питань утворюється президія РМУ при МОН, яка діє у період між її засіданнями.
До складу президії входять голова, перший заступник голови, заступники голови, секретар і окремі члени РМУ при МОН. Персональний склад президії затверджує голова РМУ при МОН за поданням заступників голови РМУ при МОН. Члени спільноти РМУ при МОН виконують свої обов’язки на громадських засадах.
Члени спільноти РМУ при МОН: голова РМУ при МОН, перший заступник, заступники голови РМУ при МОН, секретар РМУ при МОН, члени РМУ при МОН, асоційовані члени РМУ при МОН, асоційовані члени-регіональні координатори РМУ при МОН, консультанти РМУ при МОН.

## Члени спільноти
Голова РМУ при МОН
- Кращенко Юрій Петрович - кандидат педагогічних наук, доцент, начальник управління Державної служби якості освіти у Полтавській області, Голова Ради (2012-2020), консультант Ради (з 2020);
- Ващук Олеся Петрівна — доктор юридичних наук, професор, професор кафедри криміналістики Національного університету "Одеська юридична академія", голова правління ГО "Міжнародна фундація розвитку", керівник групи «De mendacio veritas», асоційований член (2017), член (2019), Голова Ради (з 2020);

Члени спільноти РМУ при МОН
- Бабікова Катерина Олександрівна — кандидат сільськогосподарських наук, доцент кафедри екології, директор Інституту новітніх технологій та лідерства Національного авіаційного університету;
- Березко Олександр — кандидат технічних наук, доцент, доцент кафедри соціальних комунікацій та інформаційної діяльності Національного університету «Львівська політехніка», Президент Eurodoc, Європейської ради здобувачів наукових ступенів та малодих вчених (2022-2023), член Ради (2012-2014), заступник голови Ради (2014-2015), консультант Ради (з 2016);
- Боженко Вікторія Володимирівна — кандидат економічних наук, докторант, доцент кафедри економічної кібернетики Сумського державного університету, заступник директора з міжнародної діяльності Інституту підготовки кадрів вищої кваліфікації.
- Верхотурова Мар'яна Андріївна — кандидат історичних наук, професор кафедри гуманітарних наук Національної академії сухопутних військ імені гетьмана Петра Сагайдачного, голова Ради молодих вчених НАСВ;
- Гакман Анна Вікторівна – доктор наук з фізичного виховання і спорту, професор, професор кафедри теорії та методики фізичного виховання і спорту Чернівецького національного університету імені Юрія Федьковича, Голова ради молодих вчених Чернівецького національного університету імені Юрія Федьковича (2021-2023), асоційований член РМУ при МОН (2021-2023), член РМУ при МОН (2023);
- Галан Ярослав Петрович — кандидат наук з фізичного виховання та спорту, доцент, доцент кафедри теорії та методики фізичного виховання і спорту, Чернівецького національного університету імені Юрія Федьковича, Голова ради молодих вчених при ОДА Чернівецької області (2018-2023); регіональний координатор Ради (2021-2023);
- Галат Марина Владиславівна — доктор ветеринарних наук, доцент, професор кафедри фармакології, паразитології і тропічної ветеринарії, координатор міжнародних проєктів факультету ветеринарної медицини, координатор Ректорської школи лідерства (2019-2021), Голова Спілки молодих вчених Національного університету біоресурсів і природокористування України (2015-2023), член Ради (з 2016);
- Гловюк Ірина Василівна — д.ю.н., професор, заслужений юрист України, професор кафедри кримінально-правових дисциплін Львівського державного університету внутрішніх справ, член Комісії з питань правової реформи, член Науково-консультативної ради при Верховному Суді, адвокат, член комітету НААУ з кримінального права та процесу;
- Головко Катерина Володимирівна — доктор юридичних наук, старший науковий співробітник відділу економіко-правових досліджень Причорноморського науково- дослідного інституту економіки та інновацій;
- Гринзовська Анастасія Анатоліївна — аспірант кафедри мікробіології та паразитології з основами імунології Національного медичного університету імені О.О. Богомольця, кандидат в асоційовані члени (2023-2024), асоційований член Ради (з 2024);
- Губеладзе Ірина Гурамівна — кандидат психологічних наук, старший науковий співробітник лабораторії психології мас і спільнот, голова Ради молодих вчених Інституту соціальної та політичної психології НАПН України, голова Ради молодих учених НАПН України, президент Асоціації політичних психологів України, BFUG Officer та Plan S Officer в Європейській раді аспірантів та молодих дослідників Eurodoc, консультант Ради;
- Данько Юрій Іванович — доктор економічних наук, професор, проректор з наукової та міжнародної діяльності Сумського національного аграрного університету, голова ради молодих вчених при Сумській обласній державній адміністрації (2019-2023); регіональний координатор Ради;
- Деревягіна Наталія Іванівна — кандидат технічних наук, доцент кафедри гідрогеології та інженерної геології Національного технічного університету «Дніпровська політехніка», голова Ради молодих вчених Дніпропетровської області, член Ради;
- Дегтярьова Ірина Олександрівна — Дегтярьова Ірина Олександрівна — кандидат філологічних наук, PhD з політичних наук та адміністрування (Польща), Уповноважена ректора з питань співпраці з українськими університетами в SGH Warsaw School of Economics, науковий співробітник Фундації польських ректорів (Польща), консультант Європейської ради аспірантів і молодих учених Євродок (2018-2024); заступник голови Ради (2014-2020), консультант Ради (з 2020);
- Жебчук Роман Леонідович — кандидат економічних наук, асистент кафедри фінансів та кредиту Чернівецького національного університету імені Юрія Федьковича, член Ради;
- Жосан Ганна Володимирівна- кандидат економічних наук, доцент, завідувач кафедри менеджменту, маркетингу та інформаційних технологій, Херсонський державний аграрно-економічний університет, Асоційований член РМВ при МОН (з 2024);
- Заїка Олена Володимирівна — здобувач PhD в Державного біотехнологічному університеті, державний експерт МОН — асоційований член Ради (2023-2024), член Ради (з 2024);
- Зацепіло Валентин Євгенович — аспірант історичного факультету Київського національного університету імені Тараса Шевченка, Голова Ради молодих вчених історичного факультету Київського національного університету імені Тараса Шевченка, асоційований член Ради (з 2024);
- Зварич Роман Євгенович — завідувач кафедри міжнародних економічних відносин Західноукраїнського національного університету, доктор економічних наук, професор; асоційований член Ради  (з 2021 р.), регіональний координатор Ради (з 2021 р.);
- Іванчук Ярослав Володимирович — доктор технічних наук, доцент, професор кпфедри комп'ютерних наук, Вінницького національного технічного університету;
- Коваль Костянтин Олегович — кандидат технічних наук, доцент, завідувач кафедри інтеграції навчання з виробництвом Вінницького національного технічного університетукерівник стартап школи "Sikorsky Challenge" міста Вінниці, консультант Ради.
- Коленда Наталія Вікторівна —  кандидат економічних наук, доцент, декан факультету економіки та управління Волинського національного університету імені Лесі Українки (м. Луцьк), консультант Ради;
- Коць Єлизавета Павлівна — ад'юнкт, викладач кафедри кримінального процесу та криміналістики Львівського державного університету внутрішніх справ;
- Красовська Галина Олександрівна — кандидат економічних наук, доцент, доцент кафедри менеджменту, адміністрування та готельно-ресторанної справи Хмельницького національного університету;
- Кулікова Єлизавета Олександрівна — старший викладач кафедри фінансового менеджменту та фондового ринку Одеського національного економічного університету, голова Ради молодих вчених університету, перший заступник голови РМВ при Одеській обласній державній адміністрації; асоційований член Ради (2021-2022); член Ради (2022 р.);
- Куницький Сергій Олегович —  кандидат технічних наук, старший дослідник, провідний науковий співробітник науково-дослідної частини Національного університету водного господарства та природокористування,  асоційований член РМУ при МОН (2020-2021), член РМУ при МОН (з 2021-2024); консультант РМУ при МОН (з 2024);
- Кушерець Дарина Василівна — доктор юридичних наук, професор, ректор Університету штучного інтелекту та цифровізації;
- Ларін Дмитро Ігорович — доктор філософії зі спеціальності 053 "Психологія", доцент кафедри педагогіки та психології Київського національного економічного університету імені Вадима Гетьмана;
- Леванда Олена Михайлівна - кандидат економічних наук, науковець Науково-дослідного Центру індустріальних проблем розвитку НАН України; асоційований член Ради (з 2024);
- Лемещенко-Лагода Вікторія Володимирівна - старший викладач кафедри “Іноземні мови” Таврійського державного агротехнологічного університету імені Дмитра Моторного, аспірантка Українського державного університету імені Михайла Драгоманова; асоційований член Ради (2022-2023), член Ради (з 2023);
- Литвин Марина Валентинівна —  кандидат економічних наук, доцент кафедри економічної теорії та міжнародних економічних відносин, директор Ресурсного центру зі сталого розвитку НТУ «Дніпровська політехніка», член Ради молодих вчених Дніпропетровської області (2017-2023 рр.); асоційований член РМВ при МОН  (з 2020 р.);
- Литвин Олександр Олександрович — кандидат технічних наук, доцент кафедри автомобільного транспорту та галузевого машинобудування Національного університету "Чернігівська політехніка",  асоційований член (регіональний координатор) Ради (з 2023);
- Лозинський Андрій Володимирович —  кандидат фармацевтичних наук, доцент кафедри фармацевтичної, органічної і біоорганічної хімії Львівського національного медичного університету імені Данила Галицького; асоційований член (регіональний координатор) Ради (з 2023);
- Лук’яненка Олександр Вікторович — доктор історичних наук, доцент, завідувач кафедри культурології Полтавського національного педагогічного університету імені В. Г. Короленка, голова Ради молодих учених університету; асоційований член (регіональний координатор) Ради (з 2023);
- Макарук Лариса Леонідівна — доктор філологічних наук, професор кафедри прикладної лінгвістики, декан факультету іноземної філології Волинського національного університету імені Лесі Українки; асоційований член ради (2020-2021) член Ради (з 2021);
- Малогулко Юлія Володимирівна — кандидат технічних наук, доцент кафедри електричних станцій та систем Вінницького національного технічного університету; асоційований член Ради (2020-2022), член Ради (з 2022);
- Мандич Олександра Валеріївна — доктор економічних наук, професор, професор кафедри фінансів, банківської справи та страхування, голова Ради молодих вчених Державного біотехнологічного університету, голова Ради молодих вчених при Харківській обласній державній адміністрації; асоційований член Ради (2020-2024);
- Мандич Тамара Михайлівна — аспірантка та викладачка кафедри української й слов'янської філології та журналістики Херсонського державного університету, голова Наукового товариства студентів, аспірантів, докторантів і молодих учених Херсонського державного університету;
- Маренков Олег Миколайович —  кандидат біологічних наук, доцент, проректор з наукової роботи Дніпровського національного університету імені Олеся Гончара; асоційований член Ради (з 2020);
- Матвєєва Катерина Вікторівна – асистент кафедри філософії і педагогіки НТУ "Дніпровська політехніка", аспірантка Київського національного університету культури і мистецтв (2019-2023), Голова Ради молодих учених КНУКіМ (2021-2023); асоційований член (2020-2021), член Ради (з 2021);
- Монастирський Григорій Леонардович —   професор кафедри менеджменту та публічного управління, директор наукового інституту управління проектами Тернопільського національного економічного університету, доктор економічних наук, професор; консультант Ради;
- Москвіна Вікторія Сергіївна — кандидат хімічних наук, старший дослідник, доцент хімічного факультету, голова Ради молодих вчених Київського національного університету імені Тараса Шевченка (2019-2023 рр.); асоційований член РМУ при МОН (2015-2017), член РМУ при МОН (2017-2022), консультант РМУ при МОН (з 2023);
- Мурзо Євгенія Олександрівна — адʼюнкт відділу докторантури та адʼюнктури Національної академії внутрішніх справ, викладач кафедри кримінального процесу (за сумісництвом) НАВС; кандидат в асоційовані члени (2023-2024), асоційований член Ради (з 2024);
- Ніколаєв Кирило Дмитрович — кандидат сільськогосподарських наук, доцент, професор кафедри публічного адміністрування Міжрегіональної академії управління персоналом, заступник Голови Правління ГО "Інноваційний університет"; асоційований член Ради (2015-2018),  член Президії Ради (2018-2022), секретар Ради (2020-2022), консультант РМУ при МОН (з 2022);
- Овчинникова Юлія Юріївна — кандидат біологічних наук, депутат Верховної ради України; консультант Ради;
- Оплачко Ірина Олександрівна — кандидат економічних наук, доцент кафедри маркетингу Національного університету водного господарства та природокористування, асоційований член Ради (2022), член Президії Ради, секретар Ради (2023-2024).
- Підкуймуха Людмила Миколаївна — кандидат філологічних наук, доцент кафедри української мови Національного університету «Києво-Могилянська академія», асоційований член Ради (2020-2021), член Ради (2021-2022), консультант Ради (з 2022);
- Поліщук Євгенія Анатоліївна — докторка економічних наук, професорка, професорка кафедри корпоративних фінансів і контролінгу ДВНЗ «Київський національний економічний університет імені Вадима Гетьмана», голова правління ГО “Центр прикладних економічних досліджень “СМАРТ”; асоційована членкиня ради (2019-2020), заступниця голови Ради з питань міжнародної співпраці (2020-2023), членкиня Ради (2023-2024), консультантка Ради (з 2024 р);
- Поліщук Олена Тимофіївна — кандидат економічних наук, доцент, доцент кафедри обліку, аналізу і аудиту Донецького національного університету імені Василя Стуса, асоційований член РМУ при МОН (з 2020);
- Попов Сергій Віталійович — доктор технічних наук, старший науковий співробітник, головний науковий співробітник Харківського національного університету радіоелектроніки, голова Харківської обласної ради молодих вчених і спеціалістів, консультант Ради;
- Приступа Яна Вячеславівна -  доктор філософії 011 Освітні педагогічні науки, асистент кафедри дошкільної освіти Криворізького державного педагогічного університету, член Ради молодих вчених КДПУ; асоційований член Ради (2023-2024);
- Прохорчук Олександр Михайлович — кандидат педагогічних наук, доцент кафедри соціальної роботи та реабілітації "НУБіП України", член робочої групи UNESCO з питань свободи й безпеки науковців, Голова РМВ Гуманітарно-педагогічного факультету НУБіП України, Уповноважений Ради з питань промоції і супроводу проєктів молодих учених; асоційований член Ради (2019-2020), член Ради (2020);
- Ріпенко Артем Ігорович —  доктор юридичних наук, старший дослідник, Старший науковий дослідник відділу наукового забезпечення діяльності Державного агентства резерву України Науково-дослідного інституту «Ресурс» Державного агентства резерву України;
- Рогов В’ячеслав Георгійович — кандидат економічних наук, доцент кафедри інтелектуальної цифрової економіки Національного університету кораблебудування ім. адмірала Макарова, голова Ради молодих науковців Національного університету кораблебудування ім. адмірала Макарова;
- Ройко Олександр Юрійович — кандидат технічних наук, голова циклової випускової комісії комп'ютерної та програмної інженерії Відокремленого структурного підрозділу "Волинський фаховий коледж Національного університету харчових технологій";
- Розмаріцина Наталія Анатоліївна —  доктор філософії зі спеціальності "Публічне управління та адміністрування";
- Роль Наталія Валеріївна — кандидат сільськогосподарських наук, асистент кафедри безпечності та якості харчових продуктів, сировини і технологічних процесів Білоцерківського національного аграрного університету;
- Романенко Ольга Анатоліївна — кандидат економічних наук, доцент Київського національного торговельно-економічного університету, координатор асоціації наукових товариств студентів, аспірантів, докторантів і молодих учених м. Києва, консультант Ради;
- Савенков Олег Ігорович — старший викладач кафедри кондиціонування та рефрижерації Національного університету кораблебудування ім. адм. Макарова, голова Ради молодих учених Миколаївської області при Департаменті освіти і науки Миколаївської обласної державної адміністрації; асоційований член Ради, регіональний координатор;
- Саюк Марія Вікторівна — аспірант Інституту вищої освіти Національної академії педагогічних наук, асоційований член Ради (2021-2022);
- Свєтлакова Марія Андріївна — кандидат політичних наук, доцент кафедри політології та міжнародних відносин Маріупольського державного університету;
- Семенець-Орлова Інна Андріївна — директор Навчально-наукового інституту управління, економіки та бізнесу, завідувач кафедри публічного адміністрування Міжрегіональної Академії управління персоналом, доктор наук з державного управління, професор; асоційований член Ради (2020), член Ради (з 2021);
- Сікора Владислав Володимирович — кандидат медичних наук, доцент, доцент кафедри патологічної анатомії Навчально-наукового Медичного інституту Сумського державного університету; Голова НТСА та координатор наукової діяльності Навчально-наукового Медичного інституту Сумського державного університету; член Експертної ради МОН за фаховим напрямом; асоційований член Ради (2021), член Ради (2021-2023);
- Сімахова Анастасія Олексіївна — доктор економічних наук, професор кафедри бізнес-аналітики та цифрової економіки Національного авіаційного університету, професор, асоційований член Ради (2019-2020), заступник Голови Ради (2020-2021), перший заступник голови Ради (з 2021);
- Стрільчук Юлія Ігорівна — кандидат економічних наук, доцент кафедри банківської справи та страхування ДВНЗ "Київський національний економічний університет імені Вадима Гетьмана";
- Стефінін Володимир Володимирович — кандидат економічних наук, доцент, доцент кафедри підприємництва, торгівлі та прикладної економіки, Прикарпатський національний університет імені Василя Стефаника», консультант Ради; асоційований член Ради (2015), член Ради (2018-2020), консультант Ради (з 2020);
- Сухіх Аліса Сергіївна — кандидат педагогічних наук, старший науковий співробітник Інституту цифровізації освіти Національної академії педагогічних наук України, асоційований член Ради (2021), член Ради (2020-2021), заступник Голови Ради (2022-2024), консультант Ради (з 2024);
- Ташнікова Оксана Анатоліївна — кандидат соціологічних наук, доцент, завідувачка кафедри соціології та соціальної роботи Державний вищий навчальний заклад «Приазовський державний технічний університет»; асоційований член Ради (2020), член Ради;
- Толстанова Ганна Миколаївна — доктор біологічних наук, професор, начальник науково-дослідної частини Київського національного університету імені Тараса Шевченка, консультант Ради;
- Торбас Олександр Олександрович — доктор юридичних наук, доцент, доцент кафедри кримінального процесу, детективної та оперативно-розшукової діяльності Національного університету "Одеська юридична академія"; член Ради;
- Трифонова Олена Михайлівна — доктор педагогічних наук, професор, доцент кафедри природничих наук і методик їхнього навчання Центральноукраїнського державного університету імені Володимира Винниченка; асоційований член (регіональний координатор) Ради (з 2020);
- Хижняк Олександр Володимирович — доктор соціологічних наук, менеджер Центру міжнародного співробітництва Вільного Університету Амстердаму (з 2022 року); начальник Управління міжнародних відносин (основна), професор кафедри міжнародних відносин, міжнародної інформації та безпеки факультету міжнародних економічних відносин та туристичного бізнесу Харківського національного університету імені В. Н. Каразіна (основна додаткова); професор кафедри прикладної соціології та соціальних комунікацій Харківського національного університету імені В. Н. Каразіна, соціологічний факультет (за сумісництвом); член Ради (2020-2022), консультант Ради (з 2023 р.);
- Хмара Марина Петрівна — кандидат економічних наук, доцент, доцент кафедри міжнародного бізнесу Інституту міжнародних відносин, Київський національний університет імені Тараса Шевченка, консультант Ради;
- Хорольський Андрій Олександрович — кандидат технічних наук, старший науковий співробітник відділу управління станом гірничого масиву, голова Ради молодих вчених Інституту фізики гірничих процесів Національної академії наук України, секретар Ради молодих вчених при Відділенні фізики і астрономії Національної академії наук України, секретар Ради;
- Чебанов Валентин Анатолійович — доктор хімічних наук, професор, перший заступник генерального директора ДНУ НТК «Інститут монокристалів» НАН України, завідувач кафедри прикладної хімії Харківського національного університету імені В.Н. Каразіна, член-кореспондент Національної академії наук України, консультант Ради;
- Шевчук Юлія Михайлівна — кандидат фізико-математичних наук, асистент кафедри системного аналізу та теорії прийняття рішень факультету комп’ютерних наук та кібернетики Київського національного університету імені Тараса Шевченка, молодший науковий співробітник;
- Шека Іван Валерійович — аспірант кафедри гірничої інженерії та освіти НТУ «Дніпровська політехніка»;
- Шепітько Михайло Валерійович — доктор юридичних наук, професор, професор кафедри кримінального права Національного юридичного університету імені Ярослава Мудрого, секретар Української групи Міжнародної асоціації карного права (2010); асоційований член Ради (2020), член Ради (2020), заступник голови Ради (з 2021);
- Шиманська Катерина Володимирівна — голова ради молодих учених Державного університету «Житомирська політехніка», доктор економічних наук, доцент, завідувач кафедри цифрової економіки та міжнародних економічних відносин.
- Яримбаш Дмитро Сергійович — доктор технічних наук, професор, завідувач кафедри електричних машин Національного університету «Запорізька політехніка», асоційований член (регіональний координатор) Ради (з 2023);
- Яцишин Анна Володимирівна - доктор педагогічних наук, старший науковий співробітник, завідувач сектору моніторингу наукової діяльності ДНУ “Український інститут науково-технічної експертизи та інформації”, голова РМВ Інституту цифровізації освіти НАПН України, заступник голови РМВ Національної академії педагогічних наук України, асоційований член Ради (2022-2024).

Постійні робочі органи
Постійні робочі органи функціонують з метою вирішення основних завдань діяльності Ради молодих учених при Міністерстві освіти і науки України
| Назва | Короткий опис | Відповідальні особи |
| Консультування з питань захисту прав молодих учених | Консультування з питань захисту прав молодих учених в рамках діючого законодавства | Ващук О., Торбас О., Шепітько М. |
| Фейсбук сторінка РМУ при МОН | Контент-менеджмент сторінки РМУ при МОН | Ващук О., Сімахова А., Сухіх А., Поліщук Є., Матвєєва К.,Семенець-Орлова І., Гакман А., Прохорчук О., Осадча О., Малогулко Ю., Савенков О., Макарук Л., Поліщук О., Оплачко І., Ташкінова О., Лемещенко-Лагода В., Данько Ю., Красовська Г., Бабікова К., Куницький С., Коць Є., Сікора В., Хижняк О., Шепітько М., Маренков О., Рогов В., Торбас О., Жосан Г., Приступа Я., Скидан Я., Козій Є.   |
| Ютуб-канал РМУ при МОН | Контент-менеджмент сторінки РМУ при МОН | Жосан Г. |
| Телеграм-канал РМУ при МОН | Контент-менеджмент сторінки РМУ при МОН | Оплачко І. |
| Інстаграм РМУ при МОН | Контент-менеджмент сторінки РМУ при МОН | Малогулко Ю. |
| Лінкедін РМУ при МОН | Контент-менеджмент сторінки РМУ при МОН | Жосан Г. |
| Твіттер РМУ при МОН | Контент-менеджмент сторінки РМУ при МОН | Маренков О. |
| Сайт РМУ при МОН | Контент-менеджмент сторінки РМУ при МОН | Сухіх А., Ус В., Матвєєва К. |
| Сторінка РМУ при МОН на сайті Міністерства освіти і науки України | Контент-менеджмент сторінки РМУ при МОН | Яцишин А. |
| Група «Бджоли» в соціальних мережах «Facebook», «Telegram» | Контент-менеджмент сторінки РМУ при МОН | Ващук О. |
| Пропозиції щодо вирішення проблем молодих учених | Розробка пропозицій щодо вирішення проблем молодих учених | Ващук О., Сімахова А. |
| Публікаційна діяльність | Координація публікаційної діяльності щодо виконання завдання РМУ при МОН | Яцишин А., Кулікова Є., Матвєєва К., Лемещенко-Лагода В. |
| Звітна діяльність РМУ при МОН | Формулювання звітів діяльності РМУ при МОН | Матвєєва К. |
| Фінансування діяльності учених | Аналіз стану та розробка пропозицій з фінансування діяльності учених | Ващук О., Ніколаєв К., Поліщук Є., Сімахова А., Поліщук О. |
| Конкурс на здобуття державних іменних стипендій найкращим молодим вченим для увічнення подій Революції Гідності та вшанування подвигу Героїв України - Героїв Небесної Сотні | Формування пропозицій щодо організації та проведення конкурсу на здобуття державних іменних стипендій найкращим молодим вченим для увічнення подій Революції Гідності та вшанування подвигу Героїв України - Героїв Небесної Сотні | Прохорчук О., Макарук Л. |
| Промоція здобутків молодих учених | Організація та сприяння просуванню здобутків молодих учених | Ващук О., Ніколаєв К., Торбас О., Шепітько М., Сімахова А., Прохорчук О., Поліщук О. |
| Всеукраїнський форум Рад молодих вчених | Організація та проведення форуму Рад молодих вчених | Оплачко І. |
| Проєкт «Книга від вченого» | Організація проєкту «Книга від вченого» | Прохорчук О., Підкуймуха Л. |
| Всеукраїнський конкурс «Молодий вчений року» | Організація та проведення всеукраїнського конкурсу «Молодий вчений року» | Гакман Г., Кулікова Є., Мандич О. |
| Проєкт «Монографія на грант» | Організація та проведення конкурсу грантів на видання монографій молодих учених | Мандич О. |
| Науково-популярний проєкт «Книга захиснику» | Організація та проведення науково-популярного проєкту «Книга захиснику» | Галан Я. |
| Науково-популярний захід «Ніч молодіжної науки» | Організація та проведення науково-популярного заходу «Ніч молодіжної науки» | Сімахова А. |
| Реєстр Рад молодих вчених | Адміністрування електронної бази даних Рад молодих учених, наукових товариств закладів вищої освіти, наукових установ України | Савенков О. |
| Онлайн-лекції РМУ при МОН | Проєкт з організації публічних виступів, спрямованих на розвиток та професійне становлення молодих учених | Прохорчук О. |
| Проєкт «Школа молодого науковця» | Проєкт з організації та проведення Школи молодого науковця | Бабікова К. |
| Меморандум про партнерство | Координація діяльності учасників меморандуму про партнерство | Оплачко І. |
| Проєкт «Спілка рад молодих вчених» | Організація і реалізація проєкту «Спілка рад молодих вчених» | Жосан Г. |
| Літопис здобутків молодих вчених за 30 років незалежності України | Формування літопису з увіковічення визначних наукових досягнень, винаходів та здобутків молодих науковців | Поліщук О., Приступа Я. |
| Офіс підтримки вченого | Створення умов та можливостей для реалізації інтелектуального потенціалу громадян України у сфері наукової, науково-технічної і інноваційної діяльності та вільного розвитку наукової та науково-технічної творчості | Ващук О., Сімахова А., Сухіх А., Поліщук О., Поліщук Є., Малогулко Ю., Гакман А., Лиман І., Лемещенко-Лагода В., Сікора В., Яцишин А., Кулікова Є., Макарук Л., Торбас О., Коленда Н., Ніколаєв К., Рогов В., Козій Є., Скидан Я., Підкуймуха Л., Приступа Я. |
| Регіональні зустрічі | Організація і проведення регіональних зустрічей | Ващук О., Оплачко І., Поліщук О., Сухіх А. |
| Форма для звернень до РМУ при МОН | Надання відповідей на сервісі щодо контактактування з командою РМУ при МОН України | Торбас О. |
| Тренінговий проєкт «GrantWriter» | Реалізація тренінгового проєкту «GrantWriter»» | Лемещенко-Лагода В., Козій Є. |
| Проєкт «Клуб молодих вчених Києва» | Впровадження проєкту «Клуб молодих вчених Києва», направлений на потенційне практичне втілення та монетизацію досліджень аспірантів та молодих вчених закладів вищої освіти та наукових установ столиці | Ніколаєв К. |
| Досягнення молодих учених України в авіаційній та ракетно-космічній галузі                                                                                                   | Організація і проведення заходів для молодих учених авіаційної та ракетно-космічної галузі | Сімахова А. |
| Всеукраїнський (національний) конкурс наукових та навчальних видань «Відкрита наука, сталий розвиток, інноваційні агротехнології»                                            | Організація та проведення конкурсу Всеукраїнського (національного) конкурсу наукових та навчальних видань «Відкрита наука, сталий розвиток, інноваційні агротехнології» | Данько Ю. |
| Проєкт «Онлайн школа волонтерства для молодих учених» | Організація та проведення школи з опанування навичок волонтерської діяльності для вчених | Ташкінова О. |
| Реєстр наукових заходів | Ведення електронної бази даних з реєстрації та опублікування даних щодо запланованого проведення наукових заходів | Скидан Я. |
| Проєкт «Дослідження» | Проведення аналітичних, статистичних, історичних та інших досліджень щодо різної проблематики | Ващук О., Поліщук Є., Сімахова А., Поліщук О., Хижняк О., Коленда Н., Торбас О., Шепітько М., Сухіх А., Оплачко І., Ташкінова О., Підкуймуха Л., Кулікова Є. |
| [1] Конкурс до 25-ї річниці Конституції України | Організація і проведення конкурсу 25-ї річниці Конституції України | Макарук Л. |
| Тренінговий курс «Психологічна підготовка та дії цивільного населення у воєнних умовах»                                                                                      | Організація і проведення тренінгового курсу «Психологічна підготовка та дії цивільного населення у воєнних умовах» | Лемещенко-Лагода В., Рогов В. |
| Проєкт «Наукою вишиваємо Україну» | Реалізація проєкту «Наукою вишиваємо Україну» | Кулікова Є. |
| [2] Проєкт [3] [4] «Волонтер на війні: реалії. З перших вуст» | Здійснення проєкту «Волонтер на війні: реалії. З перших вуст» | Ващук О. |
| Проєкт «Увічнення пам’яті вчених України, що загинули під час російсько-української війни з 2014»                                                                            | Координування проєкту «Увічнення пам’яті вчених України, що загинули під час російсько-української війни з 2014» | Матвєєва К. |
| Проєкт «Українська наукова діаспора (Ukrainian Science Diaspora)» | Встановлення зв’язків з українськими вченими, які знаходяться за межами України та розробка інструментів їх підтримки і програм повернення в Україну | Поліщук Є. |
| Щорічний конкурс проєктів фундаментальних наукових досліджень, прикладних наукових досліджень та науково-технічних (експериментальних) розробок молодих учених               | Формування та надання пропозицій з організації проведення конкурсу проєктів фундаментальних наукових досліджень, прикладних наукових досліджень та науково-технічних (експериментальних) розробок молодих учених | Сімахова А., Куницький С., Москвіна В. |
| Проєкт «Книга Рад молодих учених» | Реалізація проєкту «Книга Рад молодих учених» (збір інформації, упорядкування, оприлюднення) | Семенець-Орлова І. |
| Дайджести РМУ при МОН України | Створення та просування дайджестів РМУ при МОН | Малогулко Ю. |
| Служба психологічної підтримки | Надання психологічної допомоги за зверненнями через гугл-форму | Губеладзе І. |
| Гуманітарна допомога постраждалим від агресії росіян | Організація з надання гуманітарної допомоги постраждалим від агресії росіян | Кулікова Є., Данько Ю., Лемещенко-Лагода В., Поліщук О., Торбас О., Шепітько М., Оплачко І., Сухіх А. |
| Евакуація постраждалих від агресії росіян на території України | Організація і проведення евакуації постраждалих від агресії росіян на території України | Кулікова Є., Данько Ю., Лемещенко-Лагода В., Поліщук О., Торбас О., Шепітько М., Оплачко І., Сухіх А. |
| Онлайн-підтримка постраждалих від агресії росіян | Забезпечується онлайн-підтримка постраждалих від агресії росіян | Кулікова Є., Данько Ю., Лемещенко-Лагода В., Поліщук О., Торбас О., Шепітько М., Оплачко І., Сухіх А. |
| Реєстр пошкодженої та зруйнованої інфраструктури росіянами в Україні | Здійснюється реєстр пошкодженої та зруйнованої інфраструктури росіянами в Україні | Торбас О., Шепітько М. |
| Підтримка вчених, які були захоплені в полон росіянами | Здійснюється підтримка вчених, які були захоплені в полон росіянами | Сухіх А. |
| Реєстр вбитих вчених росіянами | Забезпечується реєстр вбитих вчених росіянами | Матвєєва К. |
| Фіксація злочинів росіян в Україні з 24.02.2022 р. | Здійснюється збір даних, опрацювання, звернення, фіксація злочинів росіян в Україні з 24.02.2022 р. | Торбас О., Шепітько М. |
| Проєкт «Правда в Україні» | Висвітлення в мережі Інтернет дійсної інформації щодо ситуації, що коїться в Україні з 24.02.2022 р. | Ващук О., Сімахова А., Сухіх А., Поліщук Є., Матвєєва К.,Семенець-Орлова І., Гакман А., Прохорчук О., Осадча О., Малогулко Ю., Савенков О., Макарук Л., Поліщук О., Оплачко І., Осадча О., Ташкінова О., Лемещенко-Лагода В., Данько Ю., Красовська Г., Бабікова К., Куницький С., Коць Є., Сікора В., Хижняк О., Шепітько М., Маренков О., Рогов В., Торбас О. , Жосан Г., Приступа Я., Скидан Я. |
| Ресурс про можливості підтримки вчених в Україні та в світі під час війни | Ведення відкритого ресурсу про можливості підтримки вчених в Україні та в світі під час війни | Куницький С. |
| Курси з вивчення іноземних мов для молодих вчених | Збір та оприлюднення актуальної інформації про можливість вивчення іноземних мов для вчених | Макарук Л. |
| Проєкт «Стратегічно важливо від вчених» | Збір, сприяння впровадженню та обробка інформації щодо стратегічно важливих напрацювань/доробок вчених України, готових до практичного впровадження під час військових дій або післявоєнного відновлення економіки країни, чи тих, що вже мають впровадження з метою їх масштабування та промоція наукових здобутків | Сухіх А., Сімахова А., Поліщук О., Прохорчук О., Ніколаєв К., Оплачко І., Яцишин А. |
| Рух з визнання злочинів російської федерації проти України-геноцидом українського народу                                                                                     | Сприяння визнанню злочинів російської федерації проти України-геноцидом українського народу | Сухіх А., Кулікова Є., Рогов В. |
| Проєкт «Зустріч з аспірантами» | Організація і проведення зустрічей представників РМУ при МОН з аспірантами першого року навчання, молодими вченими закладів вищої освіти, наукових установ | Поліщук О. |
| Проєкт «Просто про науку» | Популяризація наукових розробок українських дослідників серед громадськості. На сайті Міністерства освіти і науки України у розділі «Наука» створено нову рубрику «Просто про науку», де розміщуюються перші матеріали, підготовлені у межах спільної роботи Міністерства освіти і науки України, РМУ при МОН та Офісу підтримки вченого, в яких просто і доступно розповідається про розробки українських вчених, які мають важливе значення для економіки. Серед представлених є розробки з різних галузей досліджень: медицини, екології, енергетики, педагогіки та ін. | Яцишин А. |

## Накази про склад РМУ при МОН
Склад Ради молодих учених при МОН
- Наказ МОН від 09.02.2016 № 103
- Наказ МОН № 153 від 07.02.2019 “Про внесення змін до складу Ради молодих учених”
- Наказ МОН № 471 від 01.04.2020 “Про внесення змін до складу Ради молодих учених”
- Наказ МОН № 1130 від 25.10.2021 “Про внесення змін до складу Ради молодих учених”
- Наказ МОН № 1107 від 09.12.2022 “Про внесення змін до складу Ради молодих учених”

## Проєкти
За період 2020-2022 роки РМУ при МОН реалізовано:
Досліджень: 61
Мотиваційних проєктів: 72
Освітніх та наукових івентів: 1356
Подано нормативних ініціатив: 1946
Найбільш вагомі реалізовані проєкти РМУ при МОН (2020-2022):
5.1. Всеукраїнський форум Рад молодих вчених – це щорічна платформа для розвитку зв’язків між молодими вченими, радами молодих вчених, стимулювання їх професійної діяльності, підтримка наукових розробок і досліджень, налагодження діалогу між радами молодих вчених, органами влади та громадськістю.
І Всеукраїнський форум Рад молодих вчених налічував 470 учасників, 58 виступили з доповідями щодо представлення діяльності від своїх Рад. У ІІ Всеукраїнському форумі Рад молодих вчених взяли участь 840 учасників, 43 виступили з доповідями щодо представлення діяльності своїх Рад. У III Всеукраїнському форумі Рад молодих вчених взяли участь 520 учасників, 33 виступили з доповідями щодо представлення діяльності своїх Рад.
5.2. Книга від вченого - це пізнавальний освітній захід презентації, популяризації і промоції наукових здобутків молодих вчених в Україні. Метою проведення науково-популярного проєкту є підтримка талановитих молодих вчених, сприяння їхньої самореалізації та стимулювання подальшої творчої наукової діяльності шляхом популяризації їхніх професійних здобутків у суспільстві.
У 2022 рр. в межах Офісу підтримки вченого презентовано 320 наукових здобутків.
5.3. Молодий вчений року – це конкурс, метою якого є визнання визначних досягнень молодих вчених: відзначення молодих вчених за внесок у розвиток науки; відзначення молодих вчених за внесок у промоцію науки; відзначення молодих вчених за благодійну і громадську діяльності; відзначення молодих вчених за досягнення в діяльності, що сприяє подальшому розвитку української науки, зростанню потенціалу України; відзначення молодих вчених за внесок в захист інтересів України; відзначення молодих вчених за підвищення авторитету України на міжнародному рівні. Учасниками конкурсу є молоді вчені, так і колективи молодих вчених. У кожній номінації визначається 1 переможець (лауреат) за результатами конкурсу, - загалом 100 переможців (лауреатів).
У 2021 р. для участі у 100 номінаціях надійшло понад 1300 заявок, а за новинами сайту конкурсу слідкували майже 600 тисяч користувачів інтернету. У 2022 р. для участі у 100 номінаціях надійшло понад 1000 заявок, а за новинами сайту конкурсу слідкували понад 750 тисяч користувачів інтернету.
5.4. Монографія на грант – це конкурс грантів на видання монографій молодих вчених, що проводиться з метою сприяння діяльності науковців, забезпечення належних умов для підготовки, перепідготовки та підвищення кваліфікації наукових та науково-педагогічних працівників, створення спільних науково-освітніх та науково-дослідних структур. Проєкт реалізовується шляхом розвитку співробітництва між Радою молодих учених при Міністерстві освіти і науки України та Видавничим домом «Гельветика».
У 2021-2022 рр. видано 28 монографій молодих вчених.
5.5. Науково-популярний проєкт «Книга захиснику» - є пізнавальним освітнім заходом презентації, популяризації та промоції наукових здобутків вчених в Україні; це процес зібрання українських книг для військовослужбовців України (в тому числі розміщених у військових шпиталях України), призначене для популяризації української книги серед військовослужбовців, налагодження контактів між вченими та військовослужбовцями для поглиблення наукової, освітньої співпраці, підтримки Збройних Сил України.
Понад 100 книг було передано у Національній військовий клінічний центр «Центральний військовий госпіталь» у місті Києві; понад 200 книг, зібраних вченими області для воїнів було передано в Чернівецький військовий госпіталь Військової частини А1028 у місті Чернівці; понад 250 унікальних книг зібраних україномовних книжок молодими вченими при ОДА Закарпатської області було передано у військовий шпиталь м. Ужгорода; сотні книг від молодих учених, до яких долучився і департамент освіти було передано у Військово-медичний клінічний центр Західного регіону (м. Львів); понад 150 книг, зібраних молодими вченими області для воїнів було передано в Обласний госпіталь ветеранів війни Івано-Франківщини, що в місті Коломия.
5.6. Ніч молодіжної науки – це популяризація наукових здобутків молодих вчених України, налагодження співпраці між молодими науковцями, встановлення зв’язків з основними стейкхолдерами. В рамках проєкту відбувається у цікавій формі репрезентація широкому загалу результатів наукових досягнень молодих вчених.
5.7. Онлайн-лекторій. Онлайн-лекції Ради молодих учених при Міністерстві освіти і науки України – це проект з організації публічних виступів, спрямованих на розвиток та професійне становлення молодих вчених.
5.8. Промоція здобутків молодих учених - це проект зі сприяння промоції здобутків молодих вчених, що проводиться з метою створення позитивного іміджу молодого науковця в Україні та за кордоном, просування особистості вченого, популяризації української наукової діяльності, сприяння діяльності молодих вчених та визнання їх здобутків як цінності для українського наукового та суспільного простору.
5.9. Реєстр Рад молодих вчених – це електронна база даних, призначена для зберігання та обробки інформації, що створюється, ведеться та адмініструється РМУ при МОН України з метою налагодження професійних контактів між молодими вченими Рад молодих вчених, науковими установами, закладами вищої освіти, іноземними науковими установами та організаціями для поглиблення наукової, освітньої співпраці та спільного проведення заходів з наукової, освітньої діяльності.
Зареєстровано в Реєстрі Рад молодих вчених понад 250 рад молодих учених України.
5.10. Школа молодого вченого – це інтенсивний навчально-пізнавальний інтерактивний курс, орієнтований на актуальні проблеми становлення та професійного розвитку молодих вчених України. Головною метою Школи молодого вченого є формування унікального освітньо-наукового простору для розвитку молодого вченого, що є однією з важливих чинників розвитку науки в Україні.
За 2020-2022 рр. у роботі Школи молодого вченого взяло участь 480 слухачів з різних регіонів України. Контингент учасників Школи молодого вченого дуже різноманітний як за науковими напрямами та інтересами, так і за місцями роботи. Така багатогранність лише сприяла тісній комунікації між учасниками, невимушеній та дружній атмосфері, обміну досвідом та креативними підходами до вирішення наукових проблем.
5.11. Меморандум про партнерство – проєкт, що визначає відносини та напрями співробітництва між представниками наукової, освітньої, інноваційної спільноти, органів державної влади, громадських організацій, закладів вищої освіти, наукових установ та інших не заборонених законом України об’єднань.
5.12. Спілка рад молодих вчених – проєкт, що об’єднує ради молодих вчених з метою щомісячного обговорення поточних проблем та шляхів їх вирішення, стану та перспектив розвитку Рад молодих вчених, методів активізації діяльності та помноження результативності роботи молодих вчених та рад молодих вчених, зокрема.
Проведено 14 засідань Спілки рад молодих вчених, учасниками яких стали понад 2500 молодих вчених України.
5.13. Літопис здобутків молодих вчених за 30 років незалежності України - проєкт з увіковічення визначних наукових досягнень, винаходів та здобутків молодих науковців за 30 років незалежності України.
5.14. Офіс підтримки вченого - розробка ідеї державної установи, метою якої є створення умов та можливостей для реалізації інтелектуального потенціалу громадян України у сфері наукової, науково-технічної і інноваційної діяльності та вільного розвитку наукової та науково-технічної творчості.
З липня 2020 в рамках Офісу підтримки вченого реалізовано 215 ідей. Деталі: сайт Офісу підтримки вченого.
5.15. Регіональні зустрічі - проєкт здійснюється з метою посилення комунікацій, обміну досвіду між молодими науковцями регіону та РМУ при МОН з метою створення конкурсів та програм підтримки для молодих науковців.
5.16. Форма для звернень до Ради молодих учених при Міністерстві освіти і науки України - сервіс для швидкого та зручного зконтактактування з командою РМУ при МОН України.
5.17. Тренінговий проєкт GrantWriter — проєкт, що спрямовано на підтримку молодих учених у питаннях науково-дослідницької діяльності, підвищення їхнього рівня обізнаності щодо написання грантових заявок та активне залучення молодих науковців до участі у всеукраїнських та міжнародних грантових програмах.
5.18. Виставка досягнень молодих учених України в авіаційній та ракетно-космічній галузі імені Леоніда Каденюка. Проєкт реалізований в рамках Всесвітнього тижня Космосу у 2021 р., шляхом демонстраціїздобутків та винаходів молодих учених в авіаційній та ракетно-космічній галузі (18 учасників (молоді ученізакладів вищої освіти, державних підприємств та громадських організацій)).
5.19. Модельний проєкт «Клуб молодих вчених Києва» - направлений на потенційне практичне втілення та монетизацію досліджень аспірантів та молодих вчених закладів вищої освіти та наукових установ столиці.
5.20. Група «Бджоли» в соціальних мережах «Facebook», «Telegram» - канали створено в перший день повномасштабного військового вторгнення росії на території України з метою оперативного обміну інформацією.
5.21. Всеукраїнський (національний) конкурс наукових та навчальних видань «Відкрита наука, сталий розвиток, інноваційні агротехнології» - це проєкт, метою якого є популяризація наукових і методичних розробок, що забезпечують супровід освітнього процесу в українських закладах вищої освіти, відповідають стандартам вищої освіти, сприяють створенню нових знань, здобуттю студентами якісної вищої освіти та поширенню в академічному середовищі передових практик у навчанні, викладанні та науці. Учасниками конкурсу є фізичні та юридичні особи, які мають виключні майнові права на використання наукових та навчальних видань. Конкурс є відкритим для всіх авторів (авторських колективів), що є громадянами України.
5.22. Онлайн школа волонтерства для молодих учених — школа з опанування навичок волонтерської діяльності саме для молодих вчених.
5.23. Реєстр наукових заходів - загальнодоступна електронна база даних з реєстрації та опублікування даних щодо запланованого проведення наукових заходів.
5.24. Проєкт «Дослідження», спрямований на проведення аналітичних, статистичних, історичних та інших досліджень (моніторингу тощо) щодо актуальної проблематики.
5.25. Хакатон «Стартапи молодих учених: від ідеї до реалізації». У 2022 році понад 50 учасників-молодих учених з 23 проєктами мали два дні інтенсивної роботи з менторами: тренінги, спільне обговорення ідей, презентації проектів. Захід було реалізовано разом з Міністерством освіти і науки України, Українським фондом стартапів. Триває робота з учасниками.
5.26. Конкурс до 25-ї річниці Конституції України. Конкурс проводиться серед студентів та молодих науковців на найкращу наукову роботу за напрямами досліджень щодо розвитку конституційно-правового регулювання з метою утвердження правових основ незалежної України, її суверенітету, територіальної цілісності, забезпечення прав людини та громадянина, а також з метою залучення наукової студентської молоді та молодих учених до вивчення актуальних питань конституційно-правового регулювання в Україні.
5.27. Тренінговий курс «Психологічна підготовка та дії цивільного населення у воєнних умовах». Головною метою курсу є формування психологічної готовності цивільного населення до дій в умовах війни, надання алгоритму дій у складних ситуаціях, сприяння вирішенню завдань, що можуть виникнути під час воєнних дій на території України. Учасниками курсу стали 731 особа.
5.28. Щорічний конкурс проєктів фундаментальних наукових досліджень, прикладних наукових досліджень та науково-технічних (експериментальних) розробок молодих учених. Метою проведення Конкурсу є забезпечення підтримки молодих вчених, створення ними дослідницьких груп для вирішення актуальних проблемних питань, формування творчого покоління молодих науковців у різних галузях науки, конкурентоздатних на міжнародному ринку праці, закріплення талановитих молодих вчених у науковій сфері та розбудова молодими вченими наукової кар’єри. Рада молодих учених при Міністерстві освіти і науки України здійснює менторську підтримку Конкурсу.
5.29. Конкурс щодо присвоєння державних іменних стипендій найкращим молодим вченим для увічнення подій Революції Гідності та вшанування подвигу Героїв України – Героїв Небесної Сотні. Державні іменні стипендії найкращим молодим вченим для увічнення подій Революції Гідності та вшанування подвигу Героїв України - Героїв Небесної Сотні (далі - стипендії) призначаються за вагомий внесок у розвиток української науки як важливої складової захисту національних інтересів України, за посилення міжнародного авторитету України, внесок у розвиток демократичних та гуманістичних цінностей у сфері науки і освіти. Рада молодих учених при Міністерстві освіти і науки України здійснює менторську підтримку Конкурсу.

## Дослідження, реалізовані РМУ при МОН
6.1. 2020 рік:
- Дослідження щодо залучення вчених до наукових досліджень за 2017-2020 рр.;
- Опитування українських закладів  вищої освіти та наукових установ щодо інституційних репозиторіїв, відкритої науки та готовності співпрацювати з Національним репозиторієм академічних текстів (НРАТ);
- Дослідження «Наукова молодь України», квітень-вересень;
- Всеукраїнське опитування «Наукові комунікації молодих учених під час карантину»;
- Опитування для проєкту Європейської комісії «Open Research Europe»;
- Опитування «Використання ресурсів електронних баз даних у науковій та інноваційній діяльності»;
- Опитування «Відкрита наука в Україні»;
- Опитування викладачів та студентів закладів вищої освіти щодо дистанційного навчання в умовах карантину;
- Моніторинг економічних, соціальних та правових гарантій наукової і науково-технічної діяльності,  свободи наукової творчості в Україні;
- Розробка модельної регіональної (територіальної) програми науково-технічного розвитку;
- Аналіз наукових доробків молодих вчених закладів вищої освіти та наукових установ України;
- Аналіз діяльності громадських наукових організацій в Україні;
- Дослідження можливостей Рад молодих вчених при центральних органах виконавчої влади, Раді міністрів Автономної Республіки Крим, обласних, Київській та Севастопольській міських державних адміністраціях, Національній академії наук України, національних галузевих академіях наук, наукових центрах, ключових лабораторіях, закладах вищої освіти та наукових     установах України;
- Дослідження стану фінансування діяльності вчених закладів вищої освіти, наукових установ;
- Дослідження діяльності рад молодих вчених закладів вищої освіти та наукових установ;
- Моніторинг наукових розробок молодих вчених в Україні;
- Дослідження питань впровадження регіональних наукових центрів в Україні;
- Дослідження соціального забезпечення вчених в Україні;
- Моніторинг діяльності молодих вчених в закладах вищої освіти та наукових установах.

6.2. 2021:
- Всеукраїнське опитування «Фінансове благополуччя українських науковців»;
- Опитування «Стан, проблеми та перспективи розвитку Рад молодих учених в Україні»;
- Дослідження стану фінансування діяльності вчених закладів вищої освіти, наукових установ;
- Моніторинг діяльності молодих вчених в закладах вищої освіти та наукових установах;
- Розробка модельної регіональної (територіальної) програми науково-технічного розвитку;
- Всеукраїнське опитування «Реалізація потенціалу молодих вчених в інтеграції науки, освіти, бізнесу»;
- Моніторинг діяльності громадських наукових організацій в Україні;
- Опитування «Здобутки і виклики експерименту з присудження наукового ступеня доктора філософії»;
- Аналіз наукових доробків молодих вчених закладів вищої освіти та наукових установ України;
- Дослідження соціального забезпечення вчених в Україні;
- Опитування «Освітній процес у мережі»;
- Дослідження діяльності рад молодих вчених закладів вищої освіти та наукових установ;
- Моніторинг наукових розробок молодих вчених закладів вищої освіти та наукових установ в Україні;
- Моніторинг економічних, соціальних та правових гарантій наукової і науково-технічної діяльності, свободи наукової творчості в Україні;
- Опитування щодо академічної доброчесності та відкритої науки;
- Дослідження можливостей Рад молодих вчених при центральних органах виконавчої влади, Раді міністрів Автономної Республіки Крим, обласних, Київській та Севастопольській міських державних адміністраціях, Національній академії наук України, національних галузевих академіях наук, наукових центрах, ключових лабораторіях, закладах вищої освіти та наукових установах України;
- Дослідження академічної доброчесності та виявлення типових прикладів не доброчесної поведінки в українських закладах вищої освіти та наукових установ.

6.3. 2022:
- Дослідження «Наукова молодь України»;
- Дослідження можливостей Рад молодих вчених при центральних органах виконавчої влади, Раді міністрів Автономної Республіки Крим, обласних, Київській та Севастопольській міських державних адміністраціях, Національній академії наук України, національних галузевих академіях наук, наукових центрах, ключових лабораторіях, закладах вищої освіти та наукових установах України;
- Опитування «Стан, проблеми та перспективи розвитку Рад молодих учених в Україні»;
- Моніторинг економічних, соціальних та правових гарантій наукової і науково-технічної діяльності, свободи наукової творчості в Україні;
- Всеукраїнське опитування «Реалізація потенціалу молодих вчених в інтеграції науки, освіти, бізнесу»;
- Аналіз наукових доробків молодих вчених закладів вищої освіти та наукових установ України;
- Дослідження стану фінансування діяльності вчених закладів вищої освіти, наукових установ;
- Моніторинг наукових розробок молодих вчених закладів вищої освіти та наукових установ в Україні;
- Опитування «Українські вчені в умовах війни»;
- Опитування «Дистанційна робота науковців»;
- опитування серед аспірантів та викладачів українських закладів вищої освіти щодо впливу війни на психоемоційний стан;
- Дослідження щодо «віддаленої роботи», опитування «Журнали для відкритого доступу»;
- Опитування «Стан, професійні виклики та пріоритети українських науковців за кордоном»;
- Дослідження соціального забезпечення вчених в Україні;
- Здійснено оцінку потреб науковців України щодо віддаленої роботи;
- Опитування від ScienceForUkraine в рамках загальнонаціональної оцінки необхідних ініціатив підтримки українських університетів та науково-дослідних інститутів при Національній академії наук;
- Моніторинг діяльності молодих вчених в закладах вищої освіти та наукових установах;
- Збір, моніторинг інформації стратегічно важливих напрацювань/доробок вчених України, готових до практичного впровадження під час військових дій або післявоєнного відновлення економіки країни, чи тих, що вже мають впровадження з метою їх масштабування;
- Опитування щодо академічної доброчесності та відкритої науки з метою дослідження ставлення українського студентства й академічної спільноти до цінностей академічної доброчесності та відкритих наукових практик, а також виявлення типових прикладів не доброчесної поведінки в українських закладах вищої освіти;
- Дослідження «Вчені: актуальне та затребуване»;
- Опитування «Science/Business»;
- Дослідження діяльності рад молодих вчених закладів вищої освіти та наукових установ;
- Дослідження стану діяльності молодого вченого у період війни;
- Опитування Європейської комісії в рамках створення «Маніфесту щодо гендерно-інклюзивної освіти та кар’єри STE(A)M», відповідно до амбіцій Європейської стратегії для університетів, щоб посилити участь жінок і дівчат у навчанні та кар’єрі STEM (дія 4.2);
- Друга хвиля опитування українських науковців в часі війни з метою оцінки динаміки зміни ситуації щодо одержання ефективної допомоги більшій кількості науковців від створених програм допомоги українським науковцям в результаті першої хвилі опитування (Simons Foundation, DAAD, US Embassy in Ukraine).

## Звернення РМУ при МОН у період повномасштабної російсько-української війни
- Листи до світової спільноти науковців щодо визнання росії агресором (867 отримувачів);
- Листи до світової спільноти про визнання дій росії в Україні як геноцид українського народу (9578 отримувачів);
- Листи до закладів вищої освіти та наукових установ України про припинення всіх видів співпраці з білорусією та росією (756 отримувачів);
- Листи до світової спільноти щодо підтримки вчених у період війни (1432 отримувача).

## Гранти, Конкурси
8.1. КОНКУРСИ, ПРЕМІЇ І ГРАНТИ ДЛЯ МОЛОДИХ ВЧЕНИХ (УКРАЇНА)
- Конкурс проєктів наукових робіт та науково-технічних (експериментальних) розробок молодих вчених
- Премія Президента України для молодих вчених
- Стипендії Президента України для молодих вчених
- Щорічний конкурс наукових проєктів на здобуття грантів Президента України для підтримки наукових досліджень молодих учених (ДФФД)
- Щорічний конкурс на здобуття Премій Верховної Ради України найталановитішим молодим вченим в галузі фундаментальних і прикладних досліджень та науково-технічних розробок
- Щорічний конкурс на здобуття стипендій Кабінету Міністрів України для молодих вчених
- Щорічна конкурс на здобуття Премії Кабінету Міністрів України за особливі досягнення молоді у розбудові України
- Щорічна Премія НАН України для молодих учених і студентів вищих навчальних закладів за кращі наукові роботи

ГРАНТИ ДЛЯ ВИКОНАННЯ ДИСЕРТАЦІЙНИХ ДОСЛІДЖЕНЬ
Перелік наукових напрямів, підтримуваних Фондом FUTURA, можна знайти в міжнародному журналі (архів на сайті Фонду).
8.2. МІЖНАРОДНІ ГРАНТИ ТА КОНКУРСИ ДЛЯ МОЛОДИХ ВЧЕНИХ
- Керівництво до Програми ЄС Еразмус+ правила та умови участі: міжнародна навчальна мобільність у сфері молоді КА152, 153, 154 (англ. мовою)
- Портал ЄС Еразмус+ та Європейського Корпусу Солідарності (ЄКС): конкурси та інші ресурси у сфері молоді (англ.мовою)
- Керівництво до Програми ЄС Еразмус+: віртуальні обміни у сфері молоді (англ. мовою)
- Керівництво до Програми ЄС Еразмус+: партнерства співпраці у сфері молоді КА220 (англ. мовою)
- Портал ЄС можливостей грантів та тендерів (FTOP): конкурси, аплікаційні форми, подання, оцінювання та підписання грантової угоди на партнерства співпраці у сфері молоді
- Про стратегії та можливості у сфері молоді (укр.мовою) – презентація
- Можливості мобільності для студентів та молоді (укр.мовою)
- Ресурсний центр SALTO- Молодь, календар подій та гранти на мобільність для молоді, молодіжних працівників та проєктів для молодіжних організації, які працюють з молоддю (англ. мовою)
- Інформаційний центр ERASMUS+ Youth в Україні та Європейського корпусу солідарності – в Україні: новини про конкурси індивідуальних грантів для молоді, молодіжних працівників та проєктів для молодіжних організації, які працюють з молоддю, консультації та (укр.мовою).
- Eurodesk – Ukraine: корисний ресурс і календар подій для молоді, молодіжних працівників та проєктів для молодіжних організації, які працюють з молоддю

ІНДИВІДУАЛЬНІ МОЖЛИВОСТІ ДЛЯ МОЛОДИХ ВЧЕНИХ
Проекти для молоді в рамках ERASMUS+ реалізуються партнерськими організаціями. Якщо ви бажаєте взяти участь у проекті, який вже існує, зверніться до організації у вашій країні, що виступає партнером проекту, та дізнайтесь про умови.
Як стати волонтером в Європі? Див. European Solidarity Corps
Якщо вам від 18 до 30 років, то у вас є два шляхи, щоб розпочати свій проект:
1) звернутись до організації, яка набирає волонтерів на існуючий проект;
2) звернутись до організації, щоб обговорити ідею вашого проекту.
База даних акредитованих організацій
Де шукати оголошення про можливості для молоді або молодіжних працівників?
- EUROPEAN TRAINING CALENDAR
- ІНФОРМАЦІЙНИЙ ЦЕНТР ERASMUS+ YOUTH та Європейського Корпусу Солідарності В УКРАЇНІ
- РЕСУРСНИЙ ЦЕНТР – SALTO-YOUTH
- БАЗА ДАНИХ ПРОЕКТІВ, ПІДТРИМАНИХ ERASMUS+, які реалізують проекти до заходів яких можливо буде підключатись

## Міжнародна співпраця
Важливим кроком у євроінтеграційному напрямку стало набуття Радою повноправного членства у EURODOC – Європейській раді аспірантів та молодих учених, що відбулося 28 березня 2014 року на Генеральній асамблеї (Загальних зборах) Eurodoc у Будапешті, Угорщина, за результатами таємного голосування.
EURODOC – це авторитетна міжнародна громадська організація зі штаб-квартирою в Брюселі, місією якої є консолідація аспірантів та молодих науковців країн Європи у їх прагненні до професійної реалізації та гідного життя. Eurodoc відомий своїм вагомим внеском у розвиток Європейського дослідницького простору (ERA) та Європейського простору вищої освіти (EHEA), відстоюванням професійного статусу для аспірантів (статус наукового працівника), поліпшення умов праці молодих вчених та підвищення якості вищої освіти і науки, підвищення цінності й суспільної важливості дисертації та наукових досліджень, лобіювання інтересів молодих вчених у Європейському освітньо-науковому просторі. Серед важливих функцій цієї організації: поширення інформації, яка стосується молодих дослідників; лобіювання їхніх інтересів у європейських інституціях; зміцнення інституційного потенціалу організацій молодих учених, встановлення та зміцнення співпраці між ними. Eurodoc прагне стати стратегічним партнером основних стейкхолдерів у європейській політиці вищої освіти і наукових досліджень, зокрема у співпраці з Європейською комісією (Генеральним директоратом з наукових досліджень та інновацій, Генеральним директоратом освіти і культури), Європейською асоціацією університетів, організацією Science Europe, яка об’єднує національні дослідницькі фонди країн Європи тощо.
Стаття авторства РМУ МОН про виклики та перспективи для молодих учених України у 2014/2015 була опублікована в Офіційному віснику Євродоку №18 2015 р.
Члени Ради брали активну участь у формуванні пропозицій від Євродоку до проекту Директиви ЄС про мобільність науковців з третіх країн.
У 2015 році РМУ при МОН увійшла до команди Eurodoc Policy Officers. На Загальних зборах у Великому Герцогстві Люксембург 20-23 квітня 2016 р. за результатами таємного голосування до складу Президії Eurodoc на 2016-2017 р. було обрано заступника голови Ради молодих учених при МОН Ірину Дегтярьову. Члени РМУ при МОН беруть участь у роботі таких робочих груп Eurodoc: з питань працевлаштування та наукової кар’єри, з досліджень освітньо-наукової політики, з міждисциплінарних досліджень, відкритого доступу та мобільності.
У 2020 році Рада брала участь у конференції Eurodoc “Open Up Your Science!”, як офіційний член Євродоку. Основною метою щорічної конференції Eurodoc було створення платформи для об’єднання членів Євродоку, тобто Національної асоціації (НС), дослідників ранньої кар’єри (ECR), розробників політики вищої освіти, університетів, установ фінансування, бізнесу та інших зацікавлених сторін для вирішення питання, що стосуються ECR, вищої освіти та досліджень.
9 вересня 2014 року РМУ при МОН на Генеральній асамблеї MILSET – The International Movement for Leisure Activitiesin Scienceand Technology у місті Жиліна (Словаччина) заочно отримала статус партнера MILSET-Europe. MILSET – це міжнародний рух для організації дозвілля в науці і техніці, який є неурядовою, некомерційною і політично незалежною організацією молоді, яка спрямована на розвиток наукової культури серед молоді шляхом організації науково-технічних програм, у тому числі виставок, конгресів та інших заходів високої якості.
Також серед міжнародної діяльності РМУ при МОН слід відзначити:
- ознайомлення з досвідом роботи Європейського дослідницького центру в м. Іспра (Італія), березень 2016 року;
- участь у проекті «Інноваційний університет і лідерство», організаторами якого є факультет «Artes Liberales», Міжнародний фонд досліджень освітньої політики, Спілка ректорів вищих навчальних закладів України, Республіка Польща, 2014-2019 рр.
- участь у програмі «Відкритий світ» та ознайомлення з системою організації і управління освітою в США, лютий 2015-2019 рр.

Організовано та проведено Стартову зустріч проєкту «OPTIMA» 23 лютого 2021 року та «Весняну школу «Трансфер технологій та інновацій: європейський та український досвід»» в рамках проєкту Jean Monnet 611679-EPP-1-2019-1-UA-EPPJMO-MODULE «European Experience in Technology Transfer for Ukrainian Universities» / ExTech, 3–11 березня 2021 року.
Організовано Вебінари від Європейської ради молодих дослідників та аспірантів Eurodoc та @cOAlitionS щодо стратегії молодого вченого для збереження авторських прав під час публікації за участю Йогана Руріка та Саллі Рамсі з cOAlition S.; можливостей публікаційної платформи «Open Research Europe» для молодих вчених за участю Майкла Маркі з F1000 Research. Модератори — Олександр Березко, Джулія Малагуарнера.
Під час відкритої онлайн-зустрічі з Томасом Крусманном були розглянуті питання щодо магістерських програм для майбутніх суддів, прокурорів, слідчих з урахуванням європейських стандартів прав людини.
В рамках Міжнародного вебінару (англійською мовою) - «Features of PR Psychology & Advertising of companies in EU & world markets» (спікер: Katarzyna Grąbczewska, Nicolaus Copernicus University in Toruń), відбулась дискусія та обговорення щодо психологічних хитрощів, які переконують споживачів зробити покупку в ЄС, створення реклами для різних аудиторій на ринках ЄС, а також культурні відмінності різних країн.
Під час круглого столу щодо проблем доброчесності при захисті дисертацій, спільно з європейськими партнерами відбулось обговорення та дискусії щодо проблем доброчесності при захисті дисертацій.
В рамках Глобального інноваційного саміту #GIS2021 (Грац, Австрія) відбулось представлення та обмін нових можливостей міжнародного співробітництва, особливостей участі у Міжнародній європейській інноваційній науково-технічній програмі EUREKA, новій рамковій програмі Європейського Союзу з досліджень та інновацій «Горизонт Європа». Особливу увагу спікерів буде сконцентровано на таких напрямах, як Європейський зелений курс, особливості цифрової трансформації та питаннях пост-COVID.
Під час European Research & Innovation Days — найбільшої події Європейської комісії щодо досліджень та інновацій, молодим вченим були роз’яснені питання щодо європейських рамок, в межах яких більшою мірою працює і здійснює свою політичну діяльність #Eurodoc - Європейська рада молодих дослідників та аспірантів.
У межах Національної стипендіальної програми Словацької Республіки для підтримки мобільності студентів та аспірантів, викладачів, дослідників і митців (NSP) словацькою стороною ініційовано конкурс на здобуття стипендій на навчання, дослідницьке і лекційне стажування у Словаччині у 2021/2022 академічному році.
Під час Щорічної конференції та загальних зборів Європейської ради молодих дослідників та аспірантів EURODOC Conference 2021 (м. Прага, Чехія), відбулось обговорення та дискусії щодо підготовки докторів філософії по всій Європі; професіоналізації наукового керівництва; розвитку кар’єри молодих дослідників на початкових стадіях; провадження відкритої науки; сприяння академічній доброчесності досліджень; психічного здоров’я та балансу між роботою та приватним життям. Україну представили українські молоді дослідники (Березко О., Дегтярьова І., Губеладзе І., Поліщук Є.) і виступили з доповіддю щодо питань відкритої науки, доброчесності досліджень, психічного здоров’я та балансу між роботою та життям.
В рамках Eurodoc 2021 було проведено семінар щодо проєкту CatRIS.
Під час засідання представників національних асоціацій молодих вчених та адміністрації EURODOC, обговорювалися питання Academic Freedom та Research Assessment. У ході проведення зустрічі визначено основні проблеми у сфері академічної свободи та оцінювання наукових досліджень та труднощі, з якими стикаються національні асоціації. Учасники зустрічі ділилися здобутками своїх національних асоціацій молодих вчених у сфері Academic Freedom та Research Assessment. В онлайн форматі Україну представляли Ващук О. (голова РМУ при МОН України) та Боженко В. (асоційований член РМУ при МОН України).
Інформаційно-консультативні дії щодо проведення Конкурсу спільних українсько-турецьких науково-дослідних проєктів на 2022-2023 роки за такими пріоритетними напрямами: матеріалознавство; науки про життя, охорона здоров’я та біотехнології, включаючи лікування таких хвороб, як нова коронавірусна пневмонія; науки про Землю та довкілля; «діджиталізація» та інформаційні технології; аерокосмічна техніка, включаючи безпілотні літальні апарати; енергетичні технології.
Інформаційно-консультативні дії щодо проведення конкурсу спільних українсько-польських науково-дослідних проєктів на 2022-2023 роки в рамках співпраці з Національною агенцією академічних обмінів Республіки Польща (NAWA). Проєктні пропозиції приймались за такими пріоритетними напрямами: комп’ютерні та новітні виробничі технології (лазерні, високоточні, мехатронні, роботизовані, плазмові, оптоелектронні, сенсорні тощо); енергетичний менеджмент та енергоефективність; екологія та управління навколишнім середовищем; науки про життя, нові технології, здоров’я та запобігання найпоширенішим хворобам, біотехнології, біоінжиніринг та генетика; нові речовини та матеріали; соціальні та гуманітарні науки; оборонні технології.
В рамках Програми академічних обмінів США імені Фулбрайта була проведена зустріч з Джесікою Зихович (Dr. Jessica Zychowicz) - очільницею Представництва Інституту міжнародної освіти в Україні та офісу Програми імені Фулбрайта Fulbright Ukraine. Під час зустрічі були окреслені особливості програми і перспективи для молодих вчених, питання співробітництва та інтеграції освіти і науки.
Проведена тринадцята міжнародна виставка «Інноватика в сучасній освіті» й виставка освіти за кордоном «World Edu», на урочистому прийомі з нагоди виставки взяли участь представники Посольства Литовської Республіки в України, литовських та українських закладів вищої освіти. У зустрічі взяла участь заступниця Голови РМУ при МОН Анастасія Сімахова.
Рада молодих учених при МОН України стала учасником High level conference, організований об’єднаним дослідницьким центром Європейської комісії (JRC) і Area Science Park. Захід проведено задля ознайомлення з трансфером технологій і представлення ключових інструментів передачі технологій та платформи патентної та ринкової розвідки, присвячені запуску та масштабуванню; представлення інноваційних екосистем, включаючи дослідницьку інфраструктуру та тестові стенди, фінансування на ранній стадії, готовність інвесторів, питання щодо максимізації потенціал успішних угод з передачі технологій в регіоні тощо.
Під час 10-ого Міжнародного молодіжного наукового форуму «Litteris et Artibus» відбулась презентація сучасного стану відкритої науки в Україні, обговорено національний план відкритої науки України та майбутнє дослідницьких даних.
Проведено Конкурс наукових, науково-технічних робіт та проєктів, які фінансуються за рахунок зовнішнього інструменту допомоги Європейського Союзу для виконання зобов’язань України у Рамковій програмі Європейського Союзу з наукових досліджень та інновацій «Горизонт 2020». Конкурс проводиться з метою: придбання обладнання та матеріалів для наукових досліджень за пріоритетами Рамкової програми Європейського Союзу з наукових досліджень та інновацій «Горизонт 2020» задля стимулювання їхньої участі у Рамковій програмі Європейського Союзу з наукових досліджень та інновацій «Горизонт Європа»; виконання та реалізації закладами вищої освіти, суб’єктами малого і середнього підприємництва та науковими установами наукових, науково-технічних робіт за результатами конкурсного відбору; фінансової підтримки інноваційної діяльності закладів вищої освіти та наукових установ; надання підтримки суб’єктам господарювання на техніко-економічне обґрунтування науково-технічних проєктів у сфері наукових (науково-технічних) робіт і витрат на підтримку інноваційної діяльності.
Представники РМУ при МОН взяли участь у EURASHE Research Community of Practice on Developing Institutional EU Research Support.
В рамках проєкту OPTIMA, який фінансується за підтримки програми Erasmus+ Європейського Союзу, проведено опитування щодо академічної доброчесності та відкритої науки. Метою цього опитування є дослідження ставлення українського студентства й академічної спільноти до цінностей академічної доброчесності та відкритих наукових практик, а також виявлення типових прикладів не доброчесної поведінки в українських закладах вищої освіти.
Учасниками Різдвяної вечірки Eurodoc до 2022 р. стали Ващук О., Березко О., Дегтярьова І.
Рада молодих учених при Міністерстві освіти та науки України провела Зимову онлайн Школу волонтерства для молодих учених за підтримки Посольства Великої Британії в Україні в межах програми «Активні громадяни» від Британської Ради в України, спільно з ГО «Міжнародна фундація розвитку». Програма школи включала 7 практичних тренінгів від провідних науковців, тренерів та фасилітаторів України, спілкування з цікавими людьми, участь у індивідуальних консультаціях з основ проєктної діяльності, менторську підтримку.
Розпочато конкурс премії імені Короля Хамад Бін Іса Аль-Кхаліфа за використання інформаційних і комунікаційних технологій в освіті. Тема премії: «Використання технологій для створення інклюзивних систем навчання, стійких до криз».
Відбувся Міжнародний вебінар «Lane Kirkland Scholarship Program: відкриття нових можливостей для молодих учених».
Рада молодих учених при Міністерстві освіти і науки України приєдналась до урочистого відзначення 20-річчя Eurodoc (Європейська рада аспірантів і молодих дослідників). Eurodoc є колективною федерацією 29 національних асоціацій дослідників ранньої кар’єри (ECR) з 26 європейських країн. Eurodoc був заснований у 2002 році, а потім створений у 2005 році як неприбуткова міжнародна волонтерська організація, що базується в Брюсселі. Як представники ECR на європейському рівні, Eurodoc співпрацює з усіма основними зацікавленими сторонами в галузі досліджень та інновацій в Європі. Eurodoc насамперед зосереджує увагу та захищає аспірантів та молодих дослідників. З 2014 року Рада молодих учених при Міністерстві освіти і науки України є національною асоціацією, що представляє інтереси українських молодих дослідників у Eurodoc.
Київським офісом Інституту Міжнародної Освіти/Програма імені Фулбрайта в Україні організовано конкурс на здобуття стипендій імені Фулбрайта для навчання, стажування й проведення дослідження на 2023-2024 академічний рік — для студентів старших курсів та випускників ЗВО, для молодих викладачів та дослідників, для кандидатів та докторів наук, дослідників та фахівців.
Відбулася стартова зустріч у межах проєкту зі створення німецько-українських центрів передових досліджень за участю понад 100 українських та німецьких вчених та державних службовців. Захід організовано Федеральним міністерством освіти та наукових досліджень Німеччини та Міністерством освіти і науки України.

### Міжнародна діяльність РМУ при МОН України після військового вторгнення РФ на території України
Нідерландська бізнес академія (NLBA) за участю українських університетів створили ініціативу з медичної допомоги онлайн для постраждалих внаслідок збройної агресії російської федерації «Лікарі онлайн» Doctors Online Help. Нідерландська бізнес академія є координатором проєктів «Медіація: навчання і трансформація суспільства / MEDIATS», «Інтеграція та адаптація іноземних студентів / INTERADIS», «Синергія освітніх, наукових, управлінських та промислових компонентів для управління кліматом та запобігання зміні клімату / CLIMAN», які співфінансуються Програмою Європейського Союзу Еразмус+.
Рада молодих учених при Міністерства освіти і науки України разом із нашими партнерами з Eurodoc створили зведену інформацію про те, які університети ЄС можуть надати різного типу допомогу: розміщення, надання стипендій, правова допомога та інша підтримка.
Радою молодих учених при Міністерстві освіти і науки України створено Open letter from the Ukrainian academic community to the European Commission, the European Parliament, the Council of the European Union and Every Member-State Country; здійснено збір підписів Петиції до ЄС щодо невідкладного приєднання України до ЄС за новою спеціальною процедурою; створено звернення до Європейської асоціації університетів.
Європейська рада аспірантів та молодих дослідників (Eurodoc) спільно з Литовським товариством молодих дослідників організували конференцію «Побудова мосту між науковими дослідженнями та бізнесом». Конференція була зосереджена на точках перетину досліджень та бізнесу, а також на тому, як передавати знання та навички між цими сферами.
Представники Ради молодих учених при Міністерстві освіти і науки України долучились до щорічної зустрічі Європейської ради аспірантів та молодих дослідників Eurodoc AGM 2022, під час якої були заслухані результати діяльності за попередній рік; ухвалені запропоновані зміни до статуту Eurodoc та розглянуто низку інших питань (Губеладзе І., Макарук Л., Сімахова А.). Вперше в історії Європейської ради аспірантів та молодих дослідників Eurodoc президентом обрано українця Олександра Березко, консультанта Рада молодих учених при Міністерстві освіти і науки України, кандидата технічних наук, доцента кафедри соціальних комунікацій та інформаційної діяльності Національного університету Львівська політехніка, багаторічного члена правління Євродок, автора і керівника проекту OPTIMA.
Голова Ради молодих учених при Міністерстві освіти і науки України Олеся Ващук разом з членом правління Eurodoc Олександром Березко говорили про актуальну ситуацію в Україні на Генеральній Асамблеї Conference of INGOs of the Council of Europe: БЛОКУВАННЯ СПІВПРАЦІ З РОСІЄЮ.
Рада молодих вчених при Міністерстві освіти та науки України взяла участь в акції Солідарність з Україною у Бельгії. Захід був організований Польською науковою контактною агенцією PolSCA спільно з NCBR Офіс у Брюсселі | Бізнес та наука Польща та Польський інститут у Брюсселі. Місце проведення обрано для привернення уваги до проблем українських вчених та діячів культури під час війни.
Також Рада молодих учених при МОН України була учасником консультацій під час розробки такого інструменту підтримки від DAAD для українських учених.
У відповідь на це звернення Ради молодих учених при Міністерстві освіти і науки України до зарубіжних партнерів з проханням підтримати молодих учених, які залишилися в Україні під час війни, 6 квітня 2022 р. відбулася онлайн-зустріч з представницями British Council, в якій взяли участь Голова Ради пані Олеся Ващук, заступниця Голови Ради пані Євгенія Поліщук та пані Анастасія Сімахова. У результаті обговорення було окреслено напрямки подальшої співпраці: проведення курсів академічної англійської мови; менторська підтримка молодих учених; індивідуальні гранти за окремими тематиками для молодих учених, які залишилися в Україні.
До Дня науки Рада молодих учених при Міністерстві науки і освіти України традиційно провела науково-популярний захід для молодих учених України «Ніч молодіжної науки – 2022» в умовах війни, в рамках міжнародної секції виступили колеги-науковці з інших країн.
Представники Ради молодих учених при МОН України взяла участь у II Краківському Корсерваторіумі, що проходив у Гірничо-рудній академії у Кракові. Програма заходу передбачала панель присвячену Україні — вченим, викладачам, студентам, які як лишилися в Україні, так і тим, які вже її змушені були покинути через війну. Основний меседж, який звучав від ректорів та проректорів провідних польських вузів: «Ми хочемо партнерства з Україною. Ми даємо лише тимчасовий прихисток науковцям і студентам, які до нас звертаються». Доповідачі навели деяку статистику щодо прийнятих на тимчасових умовах українських викладачів та студентів.
Разом з тим Рада молодих учених при МОН України виступила інформаційним партнером компанії Clarivate, яка організувала безкоштовні вебінари для вчених українською мовою, під час яких обговорено можливості використання платформи Web of Science.
Представники Ради молодих учених при МОН України взяли участь у засіданні Комісії з питань комунікації та суспільної відповідальності Конференції ректорів академічних шкіл Польщі-KRASP. Разом з колегами було обговорено потреби науковців під час війни. З перших вуст було почуто як здійснюють свою діяльність: університети прифронтової зони (Дніпро); приймаючі університети в Україні (Чернівецький національний університет імені Федьковича); вчені, які вже закордоном. Колеги з Польщі є відкритими до співпраці та до різних партнерств на різних рівнях. Вебсайт KRASP-Ukraina.pl створено з ініціативи Антикризової Групи Конференції Ректорів Академічних Шкіл Польщі (KRASP) у співпраці з Комісією Інформаційної Інфраструктури (KRASP) та за підтримки Групи Регіональних Координаторів, створеної для координації надзвичайних дій у зв'язку з пандемією, обсяг завдань якої тепер розширено у зв'язку з війною в Україні. На сайті представлена інформація про діяльність академічних спільнот, спрямована на підтримку біженців з України, та процеси, пов'язані з організацією їх перебування в Польщі. Доступ був організований у вигляді груп активних посилань на сайти суб'єктів, що утворюють систему науки і вищої освіти, і їх партнерів в оточенні.
У міжнародному виданні Associated Press опубліковано інтерв’ю з Влащенко А., Поліщук Є., Слюсарєв І., Голубов О., Патриляк І., Лиман І. Українські вчені під час війни.
Рада з питань освіти та молоді Республіки Естонія (HARNO) спільно із Міністерством освіти і науки України в межах проєкту UKRKORG вебінар «Університетські сервіси та їхнє значення для посилення і підтримки міжнародної конкурентоспроможності університетів: досвід Естонії». Основна цільова аудиторія проєкту: академічна спільнота університетів (перевага надається переміщеним університетам), освітні адміністратори, представники структур, що опікуються міжнародними питаннями в освіті і працюють в Україні, та освітньо-орієнтовані недержавні організації.
Рада молодих учених при МОН України приєдналась до ініціативи ЄС щодо реформи в сфері оцінки наукових досліджень та діяльності науковців, що стартує в ЄС. Ініціатива направлена на зміщення фокусу від кількісних показників (типу H-індекс, кількість статей у журналах з високим імпакт фактором) на якісні (наприклад, комунікація з іншими стейкхолдерами тощо).
Рада молодих учених при МОН України та ScienceForUkraine проводять дослідження «Стан, професійні виклики та пріоритети українських науковців за кордоном». Основна мета цього опитування - дослідити актуальні професійні проблеми, з якими стикаються науковці, які внаслідок військового вторгнення Російської Федерації 24 лютого 2022 року залишили Україну, а також проаналізувати пріоритети щодо заходів підтримки українських дослідників. Додаткові можливості від ЄС для підтримки українських учених. Опитування проводиться на волонтерських засадах групою дослідників з ініціативної групи ScienceForUkraine, Інституту літературних досліджень Польської академії наук (IBL PAN), Центру міграційних досліджень Варшавського університету (CMR UW), Варшавського економічного університету (SGH) та Ради молодих вчених при Міністерстві освіти і науки України (YSC).
Радою молодих учених при Міністерстві освіти і науки України було організовано онлайн-зустріч із представницею польського Національного агентства академічних обмінів (NAWA) пані Магдаленою Ковальчик. Метою заходу було ознайомлення учасників із діяльністю NAWA, програмами підтримки для українських вчених, у тому числі з програмою ім. Улама, а також їх термінами та умовами подачі.
Рада молодих учених при МОН/Офіс підтримки вченого організували серію зустрічей українських науковців з представниками з Массачусетського технологічного інституту (МІТ, США) Юлією Кухаренко та Майклом Лесківим. Мета - зустрітися з українцями в дослідницькій, академічній та урядовій сферах, почути їхню точку зору та налагодити зв’язки, а також оцінити перспективи структурних реформ, які покращать їхні дослідницькі та освітні підприємства. Зустрічі відбулися за підтримки Ради молодих вчених при НАНУ (Україна), за підтримки Польської академії наук (Польща). Юлія Кухаренко та Майкл Леськів - співробітники МІТ, американці українського походження, які прагнуть підтримати Україну.
Разом з тим Рада молодих учених при МОН України за результатами зустрічі з Valentyna Guminska, директоркою відділу міжнародних відносин Академії Леона Козмінського (Польща, Варшава) дійшли домовленостей про майбутні кооперації з українськими вченими. Академія Леона Козмінського – це бізнес-орієнтований вищий навчальний заклад, який пропонує широкий спектр освітніх програм, має повні академічні права та вважається найкращою бізнес-школою в Центральній та Східній Європі за рейтингом «Financial Times». Заклад отримав три престижні міжнародні акредитації: AACSB, EQUIS і AMBA, які мають лише 100 бізнес-шкіл у всьому світі.
Рада молодих учених при МОН України виступила інформаційним партнером компанії Clarivate, яка організувала безкоштовні вебінари для вчених українською мовою, під час яких обговорено можливості використання платформи Web of Science.
Радою молодих учених при МОН України у партнерстві з Національним представництвом аспірантів Польщі KRD Krajowa Reprezentacja Doktorantów разом з Варшавським економічним університетом SGH SGH Warsaw School of Economics і Варшавським природничим університетом SGGW SGGW / Warsaw University of Life Sciences організовано польсько-українську школу «Polish-Ukrainian Summer Camp» у Варшаві. Для участі в школі було обрано 33 українських молодих учених з 19 академічних інституцій, які отримали стипендії, що повністю покривають усі витрати на участь у школі.
В рамках міжнародної співпраці Рада молодих учених при МОН України приєдналась до ініціативи ЄС щодо реформи в сфері оцінки наукових досліджень та діяльності науковців, що стартує в ЄС. Ініціатива направлена на зміщення фокусу від кількісних показників (типу H-індекс, кількість статей у журналах з високим імпакт фактором) на якісні (наприклад, комунікація з іншими стейкхолдерами тощо).
Також Рада молодих учених при Міністерстві освіти і науки України підписала Manifesto for Early Career Researchers (Маніфест для дослідників, які починають кар’єру). 4 основними аспектами Маніфесту є наступні: загальноєвропейський моніторинг стану молодих учених; покращення дослідницької кар’єри та умов роботи в дослідницьких організаціях, науково-технічних організаціях і закладах вищої освіти; підвищення наукової кар’єри в третьому секторі, включаючи неурядові та урядові організації; залучення національних фінансових установ до співпраці з Європейською Комісією. Для вирішення цих питань та реалізації вищезазначених заходів у маніфесті передбачені конкретні пріоритетні теми та заходи.
Рада молодих учених при МОН України та ScienceForUkraine проводять дослідження «Стан, професійні виклики та пріоритети українських науковців за кордоном». Основна мета цього опитування - дослідити актуальні професійні проблеми, з якими стикаються науковці, які внаслідок військового вторгнення Російської Федерації 24 лютого 2022 року залишили Україну, а також проаналізувати пріоритети щодо заходів підтримки українських дослідників. Додаткові можливості від ЄС для підтримки українських учених. Опитування проводиться на волонтерських засадах групою дослідників з ініціативної групи ScienceForUkraine, Інституту літературних досліджень Польської академії наук (IBL PAN), Центру міграційних досліджень Варшавського університету (CMR UW), Варшавського економічного університету (SGH) та Ради молодих вчених при Міністерстві освіти і науки України (YSC).
ALLEA оголосила конкурс із метою підтримки українських наукових установ (зокрема й університетів, академій і науково-дослідних інститутів), які постраждали від війни. Установи отримають фінансову підтримку задля продовження або відновлення дослідницької діяльності, а також розвитку ініціатив, що сприяють реінтеграції дослідників після повернення в Україну. ALLEA – федерація академій наук Європи, що представляє понад 50 установ 40 країн. Від 1994 року федерація виступає від імені своїх членів на європейському та міжнародному рівнях, просуває науку та сприяє співробітництву представників сфери.
Під час зустрічі представників РМУ при МОН України з Матеушем Бяласом - в.о. директора представництва «Польської Академії Наук» в Києві, було обговорено наступні напрями роботи задля підтримки українських вчених: 1. Наукове стажування в режимі офлайн; 2. Конкурс молодий вчений року; 3. Організація онлайн-курсів за темами: ефективний нетворкінг; шляхи розвитку кар’єри вченого; емоційний інтелект; управління часом; особистий бренд вченого; розвиток soft skills. Представництво ПАН у Києві бере участь у реалізації угод про співпрацю між ПАН, іншими польськими науковими установами та українськими науковими установами, а також надає висновки щодо проектів, які пов’язані із підтримкою такої співпраці.
Фундація польської науки (FNP) оголосила другий конкурс польсько-українських дослідницьких проєктів у галузі соціальних та гуманітарних наук. Ініціатива FNP «ДЛЯ УКРАЇНИ – це програми підтримки вчених з України, які співпрацюють з вченими з Польщі» адресована вченим із ступенем не нижче доктора філософії (а також з усіма прирівняними до нього науковим ступенями), які, незалежно від національності, у день військової агресії проти України (тобто 24 лютого 2022 року) працювали в установах, що проводять наукові дослідження в Україні, у тому числі на тимчасово окупованих територіях, та вчених, які працюють в установах, які проводять дослідження в Польщі.
Також в рамках українсько-польської співпраці проведено семінар по відновленню досліджень, освіти та інновацій в Україні, організований Polish Academy of Science 21-23 вересня 2022 р. На цьому семінарі вивчено найкращі практики розробки та управління національними системами наукових досліджень, вищої освіти та інновацій із застосуванням в Україні сьогодні та в майбутньому. Цілями семінару було вивчити розробку, управління та фінансування національних систем досліджень, освіти та інновацій, а також уроки, що були зроблені з США та Європи, включаючи реформи в таких країнах, як Польща та Естонія. Розглянуті передові практики, які з часом довели стійкий і створили людський потенціал, необхідний сучасної конкурентоспроможної економіці XXI століття. Досліджено, як використовувати значні науково-технічні переваги України для створення енергійної, продуктивної та конкурентоспроможної на міжнародному рівні економіки. Визначено шляхи зовнішньої допомоги, а також найбільш ефективне націлення та розподіл ресурсів у науково-дослідній, вищій освіті та інноваційному секторах України.
Радою молодих учених при Міністерстві освіти і науки України започатковано ініціативу, яка передбачає придбання та передачу 31 ноутбуку для вчених, які постраждали від агресії росіян. На меті є підтримка та збереження наукового потенціалу серед молодих вчених, які постраждали від військових дій на території України, а також створення передумов для післявоєнного відновлення економіки країни. Ініціатива реалізується за підтримкою Krajowa Reprezentacja Doktorantów.
Ради молодих учених при Міністерстві освіти і науки України зверталась до The Israel Academy of Sciences and Humanities з проханням надати підтримку молодим ученим України під час війни. У відповідь The Israel Academy of Sciences and Humanities надіслала інформацію щодо можливостей для українських вчених з огляду на започаткування спеціальної стипендії - Emergency Fellowships for Ukrainian Researchers, яка дала б можливість українським вченим продовжити наукову роботу в Ізраїлі. Стипендії будуть покривати витрати дослідника на міжнародний проїзд та проживання на період до трьох місяців. Планується надати 25 таких стипендій.
Рада молодих учених при Міністерстві освіти і науки України виступила співорганізатором та партнером International Educational Event — циклу воркшопів з актуальних питань інноваційних методів досліджень, найкращих практик використання зелених і цифрових технологій. Мета заходу — популяризація наукових і технологічних досягнень, створення наукових і освітніх консорціумів, долучення до міжнародних грантових програм здобувачів усіх рівнів вищої освіти, молодих учених, ключових стейкголдерів університетів. Організатор заходу: КПІ ім. Ігоря Сікорського (кафедра Геоінженерії НН ІЕЕ), серед співорганізаторів та партнерів заходу ряд провідних Європейських університетів та Державних інституцій.
Проведено зустріч між представниками Ради молодих учених при Міністерстві освіти і науки України та Чеською Асоціацією Докторантів (Czech Association of Doctoral Researchers (Česká asociace doktorandek a doktorandů) ČAD), під час якої обговорено можливості, що відкриваються для українських аспірантів та докторантів в Чехії, особливості проведення досліджень та отримання допомоги під час проведення наукових досліджень.
Представництво Польської Академії Наук у Києві / Przedstawicielstwo PAN w Kijowie провело серію безкоштовних онлайн-тренінгів англійською мовою для науковців з України. Рада молодих учених при МОН України виступила співорганізатором заходів.
Проведено вебінар Eurodoc «Discussion on Peer Review». Модератор: Олександр Березко, консультант РМУ при МОН.
Рада молодих учених при МОН України долучилась до «Euratom NCP in Ukraine Workshop 2022», присвячений участі України у програмі ЄС із досліджень та навчання Європейської спільноти з атомної енергії, комплементарної до рамкової програми ЄС з досліджень та інновацій «Горизонт Європа». У заході взяли участь понад 50 представників української науково-інноваційної спільноти, діяльність яких дотична до напрямів роботи програми Євратом, зокрема до сфери ядерних та термоядерних досліджень. Серед учасників були представники Міністерства освіти та науки України, Офісу підтримки вченого, наукових установ та закладів вищої освіти, приватних та державних виробничих підприємств, а також проєкту з підтримки європейських НКП Євратом «NetEuratom».
В рамках інституційної підтримки проведено вебінари від експертів європейської організації COST з метою розширення можливостей для представників наукової спільноти України: вебінар з основ розробки політик ЄС; Інтеграція гендерного виміру в сфері досліджень та інновацій. Разом з тим Асоціація європейського співробітництва в галузі науки та технологій (COST) провела Інформаційний День для України – COST Info Day for Ukraine. Мета заходу – проінформувати українських дослідників та інноваторів про роль COST у сприянні та поширенні передових досліджень, про те, як приєднатись до заходів і програм COST, переваги, що надає COST, а також корисні поради та підказки щодо подання заявок.
Рада молодих учених при МОН України провела III Всеукраїнський форум Рад молодих вчених. Основні завдання проведення форуму – підтримка молодих учених, що постраждали внаслідок військових дій, в Україні та за кордоном, активізація співпраці між молодими вченими України, радами молодих вчених, громадськими організаціями та об’єднаннями науковців, органами державної влади, встановлення зв’язків з основними зацікавленими сторонами та іноземними партнерами під час війни, а також обмін напрацюваннями у питаннях організації науково-технічної діяльності як на всеукраїнському, так і на міжнародному рівнях, сприяння розвитку наукового потенціалу, в тому числі із залученням міжнародної підтримки, популяризація наукової та науково-технічної діяльності молодих учених.
Рада молодих учених при МОН України виступила інформаційним партнером компанії Clarivate, яка організувала безкоштовні вебінари для вчених українською мовою, під час яких обговорено можливості використання платформи Web of Science.
Разом з тим за ініціативи Фонду Президента України з підтримки освіти, науки та спорту відбулась конференція Ukrainian Studies Go Global, з метою активації суспільних та академічних дискусій стосовно вивчення України, дослідження кращих практик розвитку українських студій і україністики в Україні та за кордоном, разом з тим популяризації вивчення України як теми для дослідження в різних аспектах: від енергетики до кібербезпеки. Імплементаційним партнером проєкту виступив Центр політичних студій та аналітики «Ейдос», за підтримки Представництва «Фонду Фрідріха Науманна за Свободу» в Україні. Конференція відбулась у партнерстві з Українським інститутом та Національним офісом «Кримська платформа», за підтримки Офісу Президента України та Міністерства освіти і науки України.
Проведено конференцію Newkraine: відбудова України у змінній Європі в гібридному форматі (у будинках Економіко-Соціологічного факультету Лодзького Університету і дистанційно). Метою конференції було створення простору для зустрічі і дискусії групи практиків та академічного середовища на тему економічно-соціальних викликів, які несе за собою війна в Україні, потреби післявоєнної відбудови і включення цієї країни у структури Європейського Союзу.
В рамках міжнародного співробітництва відбувся Міжнародний форум молодих учених. Метою проведення міжнародного форуму є створення платформи для об’єднання досвіду і потенціалу науковців та практиків, представників органів публічної влади та інститутів громадянського суспільства України та провідних держав світу з вирішення правових/соціальних/економічних проблем забезпечення національної та міжнародної безпеки; розробка пропозицій щодо шляхів підвищення рівня національної та міжнародної безпеки. Учасники форуму - представники міжнародних установ, органів державної влади, судових та правоохоронних органів, органів місцевого самоврядування та інших інституцій громадянського суспільства, вчені, докторанти, аспіранти та здобувачі вищої освіти України та зарубіжних країн.
Перша заступниця Голови РМУ при МОН Анастасія Сімахова презентувала діяльність Ради молодих учених при Міністерстві освіти і науки України в умовах війни, зазначивши проблеми та потреби молодих учених України на заході Young EastWestNetwork workshop, присвячений питанням потреб та проблем молодих вчених, різним формам міжнародної співпраці, а також розробці основних положень майбутньої платформи з робочою назвою Young EastWestNetwork. Організатор: Berlin-Brandenburgische Akademie der Wissenschaften.
Проведено першу міжнародну конференцію «Відкрита наука та інновації в Україні 2022», організована Міністерством освіти і науки України спільно з Державною науково-технічною бібліотекою України у партнерстві з ORCID, Elsevier, Clarivate Analytics, Bentham Science, 4Science та іншими міжнародними організаціями. Рада молодих учених при МОН України виступила інформаційним партнером заходу.
Також відбувся Всесвітній вебінар щодо конкурсів та новацій Програми ЄС «Еразмус+» на 2023 рік від Європейської комісії та Європейського агентства з питань освіти та культури (EACEA). Під час сесій були розглянуті такі питання: академічний обмін студентами та співробітниками; проєкти співпраці у сфері вищої освіти, професійно-технічної освіти, навчання і спорту; віртуальний обмін; мобільність для дослідників.
Проведено семінар «Грантові програми ЄС як інструмент інтеграції молодих вчених у європейську наукову екосистему». Програма семінару включала наступні питання: Європейські грантові програми за участі України (Horizon Europe, LIFE, Digital Europe, COST); Можливості для молодих вчених в рамках Програми «Горизонт Європа» (MSCA, ERC, EIC, HOP ON Facility); Спеціальні конкурси Програми «Горизонт Європа» для українських дослідників та інноваторів (Horizon for Ukraine, MSCA4Ukraine) та інші можливості (ERA4Ukraine, ERC4Ukraine, Science4Ukraine, EIT); Можливості Грантового офісу КАУ щодо підтримки наукових груп та молодих вчених у грантовій діяльності.
Рада молодих учених при МОН України доєдналась до опитування, яке проводиться Європейською комісією з огляду на спільне створення «Маніфесту щодо гендерно інклюзивної освіти та кар’єри STE(A)M», відповідно до амбіцій Європейської стратегії для університетів, щоб посилити участь жінок і дівчат у навчанні та кар’єрі STEM (дія 4.2). Підхід STEAM стосується включення мистецтва, соціальних і гуманітарних наук в освіту або кар’єру STEM як трансдисциплінарний, інклюзивний, орієнтований на майбутній підхід до навчання. Він розвиває наскрізні компетенції, креативність та інновації, які можуть зробити дослідження STEM та кар’єру більш привабливими для жінок.
Радою молодих учених при Міністерстві освіти і науки України оформлено листи та здійснена їх розсилка світовим міжнародним організаціям щодо підтримки молодих вчених України та засудження агресії росії та білорусії проти України (Поліщук О., Сухіх А., Сімахова А., Матвєєва К. та ін.), зокрема:
- звернення про допомогу до Helga Maria Schmid, OSCE – The Organization for Security and Co-operation in Europe;
- звернення про допомогу до Matteo Mecacci Director of the OSCE Office or Democratic Institutions and Human Rights (ODIHR) OSCE Office for Democratic Institutions and Human Rights (ODIHR);
- звернення про допомогу до Bhanu Bhatnagar Officer of WHO Regional Office for Europe WHO Regional Office for Europe;
- звернення про допомогу до Boris Johnson Prime Minister of the United Kingdom;
- звернення про допомогу до Andrzej Duda, President of Poland;
- звернення про допомогу до Orbán Viktor, Prime Minister of Hungary;
- звернення про допомогу до Magdalena Andersson, Prime Minister of Sweden;
- звернення про допомогу до Alexander De Croo, Prime Minister of Belgium;
- звернення про допомогу до Mette Frederiksen, Prime Minister of Denmark;
- звернення про допомогу до Sauli Niinistö, President of Finland;
- звернення про допомогу до Guðni Th. Jóhannesson, President of Iceland;
- звернення про допомогу до Albert II, Prince of Monaco;
- звернення про допомогу до Felipe VI, King of Spain;
- звернення про допомогу до Kyriakos Mitsotakis, Prime Minister of Greece;
- звернення про допомогу до Harald V of Norway, His Majesty King;
- звернення про допомогу до Roberto Fico, President of the Italian Chamber of Deputies;
- звернення про допомогу до United Nations Industrial Development Organization (UNIDO);
- звернення про допомогу до Olaf Scholz, Chancellor of the Federal Republic of Germany;
- звернення про допомогу до Scott Morrison, Prime Minister of Australia;
- звернення про допомогу до World Intellectual Property Organization (WIPO);
- звернення про допомогу до Peter Gluckman, International Council for Science President;
- звернення про допомогу до Odile Renaud-Basso, EBRD President;
- звернення про допомогу до Hyuk-Sang Sohn, President of Korea International Cooperation Agency;
- звернення про допомогу до International monetary fund;
- звернення про допомогу до World economic forum;
- звернення про допомогу до European space agency;
- звернення про допомогу до Werner Hoyer, President of the European Investment Bank;
- звернення про допомогу до Ministry of Communications and Informatics of the Republic of Indonesia;
- звернення про допомогу до International organization for migration;
- звернення про допомогу до NEFCO – Nordic environment finance corporation;
- звернення про допомогу до Karin Isaksson, Managing Director of Nordic Development Fund;
- звернення про допомогу до Kunal Sen, Director of United Nations University World Institute for Development;
- звернення про допомогу до Madiambal Diagne, President of International Francophone Press Union;
- звернення про допомогу до Emma Stokes, President of World Physiotherapy;
- звернення про допомогу до Robert Ecoffet, President of RADECS;
- звернення про допомогу до Hervé Chemouli, President Union Internationale de Avocats;
- звернення про допомогу до Captain Moin Ahmed, President of the International Mobile Satellite Organization;
- звернення про допомогу до H.E. Dato Lim Jock Hoi, The Secretary-General of ASEAN;
- звернення про допомогу до Augusto Santos Silva, Community of Portuguese Language Countries Minister of Foreign Affairs;
- звернення про допомогу до Gilbert F. Houngbo, President International Fund for Agricultural Development;
- звернення про допомогу до Sarah Adams, European Forest Institute Communications Manager;
- звернення про допомогу до European Institute;
- звернення про допомогу до Larry Hinzman, International Arctic Science Committee President;
- звернення про допомогу до Dr. Jan Brase, International Council for Scientific and Technical Information President;
- звернення про допомогу до International Council for scientific and technical infotmation;
- звернення про допомогу до Mr. Admire Gwanzura, Institute of Information Technology Professionals South Africa President & Non-Executive Director;
- звернення про допомогу до Brazilian computer society;
- звернення про допомогу до Australian compyter society(ACS);
- звернення про допомогу до Information processing society of Japan (IPSJ);
- звернення про допомогу до Carlos Mineiro Aires, Chairman of the Order of Engineers (OE);
- звернення про допомогу до Nthabiseng Kotsokoane, Chair of International Federation for Information Processing (IFIP);
- звернення про допомогу до Albert van Jaarsveld, International Institute for Applied Systems Analysis Director General;
- звернення про допомогу до Mohamed H.A. Hassan, The World Academy of Sciences (TWAS) President;
- звернення про допомогу до George Ven, Union Internationale de Spéléologie (UIS) President;
- звернення про допомогу до Alkis Raftis, President of International Dance Council (CID);
- звернення про допомогу до Alison Meston, Communications Director of International Science Council (ISC);
- звернення про допомогу до Alice Mogwe, President of International Federation for Human Rights;
- звернення про допомогу до OSCE – The Organization for Security and Co-Operation in Europe;
- звернення про допомогу до Filippo Grandi, UN High Commissioner for Refugees;
- звернення про допомогу до Daniel Holtgen, Director of Communications and Spokesperson for the Secretary General of the Council of Europe;
- звернення про допомогу до Maja Kocijancic, Spokesperson for EU Foreign Affairs and Security Policy;
- звернення про допомогу до Field Operations and Technical Cooperation Division;
- звернення про допомогу до Amelia Woltering, Marsh McLennan Global Director of Media Relations;
- звернення про допомогу до Bellingcat.

Радою молодих учених при Міністерстві освіти і науки України оформлено листи та здійснена їх розсилка світовим міжнародним організаціям щодо підтримки молодих вчених України, зокрема:
- звернення до European Space Agency Director;
- звернення до NASA;
- звернення до PTA;
- звернення до John Schumacher;
- звернення до Space generation advisory council;
- звернення до Ambassador of Poland;
- звернення до Ambassador of Canada;
- звернення до Ambassador of Germany;
- звернення до Ambassador of Japan;
- звернення до Ambassador of Israel;
- звернення до Jennes de Mol;
- звернення до British Ambassy;
- звернення до Antonio Loprieno, ALLEA.
- звернення до CEEPUS;
- звернення до NAS President;
- звернення до British Academy;
- звернення до NAWA;
- звернення до Canada Academy of Science;
- звернення до Israel Academy of Science & Humanities;
- звернення до Academy of Arts & Humanities;
- звернення до Academy of Social Science;
- звернення до Japan Academy;
- звернення до Science Council of Japan;
- звернення до Yoshimitsu Kobayashi;
- звернення до American Academy of Arts & Science;
- звернення до Academy of Medical Scienses;
- звернення до COST;
- звернення до Chairman of Open Society Foundation George Soros;
- звернення до Co-chair of the Bill & Melinda Gates Foundation Ms. Melinda Gates;
- звернення до Jeff Kleck;
- звернення до Jarosław Olszewski;
- звернення до Andrew Nagorski;
- звернення до British Council;
- звернення до Priya Shanker.

Звернення до зарубіжних колег з проханням підтримати молодих учених України, які залишилися в Україні (Сімахова А.), зокрема:
- Bettina Stark-Watzinder, Federal Minister of Education and Research;
- Prof. Katja Becker, President of German Research Foundation;
- Dr. Sethuraman Panchanathan, Director of National Science Foundation;
- SUEMATSU Shinsuke, Minister of Education, culture, sports, science and technology of Japan;
- SATOMI SUSUMU, President of Japan Society for the Promotion of Science;
- The Honourable Francois-Philippe Champagne, Minister of Innovation, Science and Industry;
- The Honourable Mustafa Varank, Minister of Industry and Technology;
- Samantha Power, Administrator of USAID;
- Scot McDonalf, Chief Executive of British Council;
- Paul Winfree, Chair of Fullbright Foreign Scholarship Board;
- Prof. Joybrato Mukherjee, President of the DAAD;
- Dr. Christian Diener, Head of Programme «House of Europe».

Звернення РМУ при МОН України до зарубіжних вчених з проханням припинити співробітництво з російськими та білоруськими вченими, які підтримують війну в Україні, а також до Prof. Zhigniew Blocki, Durector of the National Science Centre (Поліщук О., Сухіх А.).
В рамках українсько-польського співробітництва відбувся семінар від KRD (Krajowa Reprezentacja Doktorantów).
В рамках українсько-польського співробітництва відбувся благодійний концерт «Братні народи».
Звернення Ради молодих учених при МОН України щодо наукового туру молодих вчених у Польщу:
- To the Rector of the University of Gdańsk Peter Stepnowski;
- To the Rector of the SHG Warsaw school of economics Prof. Piotr Wachowiak;
- To the President of the Polish Academy of Sciences;
- Uniwersytet im. Adama Mickiewicza w Poznaniu;
- University of Maria Curie-Skłodowska;
- EURODOC;
- Polish Academy of Sciences;
- Uniwersytet Warsawski;
- Politechnika Warsawski;
- Polish National Agency for Academic Exchange.

Направлено лист щодо надання електронного обладнання українським вченим до Chief Executive Officer of Apple Tim Cook.
РМУ при МОН України розпочала рух з визнання дій рф геноцидом українського народу, який констатує, що дії росії з 24.02.2022 р. є актом геноциду українського народу. Завдання: визнати та засудити геноцид росії проти України фізичними та юридичними особами (країнами; політичними, державними, регіональними чи місцевими одиницями в межах певної держави; релігійними, благодійними чи громадськими організаціями та ін.). Запрошуємо ознайомитися з мапою «Визнання злочинів росії геноцидом українського народу» на сайті РМУ при МОН України. На мапі зазначено країни та інституції, які визнають злочинні дії рф як геноцид українського народу. Надіслані звернення до міжнародної спільноти щодо визнання дій росії в Україні геноцидом українського народу:
- President of the National Council of Austria Wolfgang Sobotka;
- Prime Minister of Belgium Alexander De Croo;
- President of Republic of Bulgaria Rumen Georgiev Radev;
- President of the Croatian Parliamant Gordan Jandroković;
- President of the Argentine Nation Alberto Ángel Fernández;
- Prime Minister of Australia Anthony Norman Albanese;
- Prime Minister of Denmark Mette Frederisken;
- President of the Republic of Finland Väinämö Sauli Niinistö;
- President of the Senate of France Gérard Philippe René André Larcher;
- Federal Chancellor of the Federal Republic of Germany Olaf Scholz;
- To the member of the Parliament of Austria;
- To the member of the Parliament of Australia;
- To the member of the Parliament of the Argentine Nation;
- To the member of the Chamber of Representatives of Belgium;
- To the member of the Senate of Belgium;
- To the member of the Parliament of Republic of Bulgaria;
- To the member of the Parliament of the Federal Republic of Germany;
- To the member of the Parliament of the Republic of Finland;
- To the member of the Parliament of France;
- To the member of the Croatian Parliament;
- To People’s National Assembly of Algeria;
- To National Council of Algeria;
- President of the Council of the Nation of Algeria;
- President of the National People’s Assembly Brahim Boughali;
- To the member of the Parliament of Bangladesh;
- To Speaker of the Parliament of Bangladesh Dr. Shirin Sharmin Chaudhury.
- Prime Minister of Australia Anthony Albanese;
- Visit Australian Parliament House;
- Österreichisches Parlament;
- Prime Minister of Belgium Alexander De Croo;
- President of Bulgaria Rumen Radev.

РМУ при МОН проведено консультації, обговорення, інші комунікації щодо продовження діяльності українських молодих учених, зокрема:
- 3-х місячного стажування молодих вчених психологів в Стокгольському університеті;
- продовження своїх досліджень в Австрії (програма на 4 місяці), за підтримки Eurodoc;
- продовження своїх досліджень у Франції;
- продовження своїх досліджень українським науковцям на період війни в Німеччині;
- продовження діяльності науковців з України в Угорщині;
- допомога українцям від University of Paderborn (Німеччина);
- продовження досліджень для науковців з України у Швеції;
- отримання стипендії для аспірантів для продовження своїх досліджень в Тайвань;
- продовження наукових досліджень українців в Грузії;
- отримання гранту від 6 місяців до 1 року в Польщі для молодих вчених хіміків, які знаходяться в Польщі;
- продовження досліджень для науковців з України у Швеції;
- щодо гуманітарної допомоги, розміщення українських біженців з академічним бекграундом вів #MykolasRomenisUniversity у Вільнюсі.
- додаткові можливості від ЄС для підтримки українських учених;
- можливості для молодих учених від House of Europe;
- можливості від Європейського космічного агентства для молодих учених, які займаються дослідженнями Космосу;
- можливості для підвищення кваліфікації науково-педагогічних працівників та вчених, які працюють у наукових установах України в університетах Великої Британії на період дії воєнного стану;
- можливості для українських учених в США — в рамках програми вивчення проблем миру в Університеті Джорджа Мейсона (штат Вашингтон, округ Колумбія) українські науковці/иці (PhD) запрошені долучитися до досліджень та попрацювати з колегами з центру протягом одного року;
- додаткові можливості від американської некомерційної організації Breakthrough Prize Foundation, яка спрямує мільйони доларів через європейську та американську академії наук на підтримку дослідників, які рятуються від війни в Україні;
- підтримка українських науковців від Швеції;
- можливості для підвищення кваліфікації науково-педагогічних працівників та вчених, які працюють у наукових установах України в університетах Великої Британії на період дії воєнного стану;
- стажування українських науковців у лабораторії екології комах Університету Адама Міцкевича у Познані (Польща);
- підтримка української академічної спільноти від Бразилії — інтеграція науковців у громаду штату Парана, а також співробітництво у майбутньому для відбудови та зміцнення української економіки через науку та нововведення у партнерстві з урядом штату;
- можливості продовжити свої дослідження аспірантам з України (інженерія та архітектура) в Політехнічному університеті Торіно (Італія);
- менторська програма для науковців з України від науковців Великобританії;
- додаткові можливості від країн ЄС у сфері культури та креативних індустрій;
- продовження досліджень українських науковців від Австрійського фонду фундаментальних досліджень FWF;
- можливості для українських вчених продовжити свої дослідження у Німецькому університеті Адміністративних Наук м. Шпаєр (Німеччина);
- Elsevier виступили з ініціативою пришвидшити розгляд статей українських учених, які подані до журналів, що індексуються в SCOPUS.
- додаткові можливості від ЄС для підтримки українських учених — програма стипендій ЄС для українських дослідників MSCA4Ukraine, яка фінансуватиметься у рамках програми Horizon Europe Марі Склодовська-Кюрі. Ця підтримка дозволить українським науковцям продовжити роботу в академічних та неакадемічних організаціях країн ЄС та асоційованих країнах Horizon Europe, зберігаючи при цьому зв'язок з науково-дослідними та інноваційними спільнотами;
- допомога студентам та викладачам від Вільнюської академії мистецтв (Литва);
- підтримка для українських фізиків від Фонду Інституту фізики;
- можливості для українських науковців в Чехії — ResearchJobs.cz у співпраці з Czexpats in Science створили розділ, де українські дослідники та академічний персонал можуть централізовано вивчати інформацію, необхідну для працевлаштування у чеських (і словацьких) академічних та дослідницьких установах;
- підтримки українських науковців «Horizon4Ukraine», спрямована на залучення українських дослідників та фахівців до проєктів, які уже реалізуються в межах європейської програми з досліджень та інновацій «Горизонт Європа»;
- можливості для українських учених в США — Американська академія єврейських досліджень, Нью-Йоркська публічна бібліотека та Центр єврейських студій Фордхемського університету запрошують науковців, які постраждали від війни в Україні, подавати заявки на отримання стипендій;
- можливості для українських вчених в умовах війни від The British Academy;
- підтримка українських науковців від Швеції - Стипендії для українських науковців, які займаються медичними дослідженнями, від The Swedish Society for Medical Research;
- можливості для українських науковців від Польщі - додатковий набір на програму «Солідарні з Україною», що фінансується Національним агентством академічних обмінів; працевлаштування українських науковців в Університеті Адама Міцкевича у Познані; Академія молодих учених Польщі (AMU) пропонує допомогу українським колегам-науковцям, які наразі були змушені покинути батьківщину або планують виїхати найближчим часом. Члени AMU готові вітати українських вчених у своїх дослідницьких групах, надаючи їм підтримку, місце та інструменти для роботи, допомогти з житлом; Програма стипендій «Нові технології для жінок – Україна» – це стипендіальна програма для дівчат у STEM з України, створена корпорацією Intel та Perspektywy Women in Tech;
- програма стипендій для українських дослідників у зоні ризику від Британської академії;
- можливість тимчасового працевлаштування для українських аспірантів та науковців, які постраждали від війни, у Лейденському Університеті, Нідерланди;
- дослідники кафедри технологій безпеки та інженерії Чеського технічного університету (Прага) щодо пошуку партнерів, в тому числі і серед українських науковців для участі у Рамковій програмі «Horizon Europe», в якому досліджуватимуться наслідки передбачуваного підключення української електричної мережі до європейської, зокрема з точки зору вищої/меншої ймовірності відключень електроенергії в країнах Європи (особливо тих, що межують з Україною);
- Міністерство закордонних справ і міжнародного співробітництва Італійської Республіки відзначить молодих вчених жінок, які зробили значний внесок у розвиток двостороннього наукового співробітництва в будь-якій галузі науки та технологій нагородою «Science, She Says!»;
- компанія «Elsevier», яка є одним із найбільших видавців наукової літератури у світі, продовжуватиме надавати підтримку українській науковій спільноті;
- надання психологічної і медичної допомоги від США в рамках місії TeleHelp Україна;
- можливостей для українських вчених від Міжнародного консорціуму асоціацій дослідницького персоналу;
- можливості для спільного розвитку ініціатив у всіх галузях науки і техніки шляхом пан’європейської співпраці від Асоціації фінансування інноваційних і дослідницьких мереж «COST»;
- можливості співробітництва в рамках міжнародної інноваційної програми «Трансформація цифрової педагогіки»;
- можливості для українських вчених від Міжнародного консорціуму асоціацій дослідницького персоналу;
- конкурс спільних дослідницьких проєктів НФДУ ТА SNSF у 2023 році;
- підтримка українських науковців від Польщі - програма «Варшавський Університет для України», координатором якої є факультет економічних наук Варшавського Університету;
- підтримка українців від Національної академії наук (NAS) США та Польської академії наук (PAN); довгострокова програма підтримки українських наукових колективів від Польської академії наук (ПАН);
- стипендії LINDA HALL LIBRARY’S з історії науки та суміжних гуманітарних галузей на 2023-2024 роки від Бібліотеки Лінди Холл;
- конкурс спільних українсько-австрійських науково-дослідних проєктів на 2023-2024 роки, що організовує Міністерство освіти і науки України та австрійське Агентство з питань освіти та інтернаціоналізації;
- можливості для українських науковців від Інституту геології Республіки Словенія — в рамках глобальної кампанії «We support Science in Ukraine» надання гранту на дослідження у сфері інформаційних технологій і програмування, геологічного та гідрогеологічного моделювання, а також можливість залучення українських науковців до наукових програм Інституту на довготривалій основі;
- підтримка українських науковців від Бельгії в межах програми MSCA4Ukraine Центр біомедичної етики та права Льовенського університету (KU Leuven, Бельгія);
- нова цільова стипендіальна програма MSCA4Ukraine на підтримку дослідників-переселенців із України. Ця підтримка дасть змогу дослідникам-переселенцям продовжувати роботу в академічних і неакадемічних організаціях у державах-членах ЄС і в асоційованих країнах програми ЄС «Горизонт Європа» (Horizon Europe), зберігаючи зв’язки з дослідницькими та інноваційними спільнотами в Україні. Ця програма також може сприяти реінтеграції дослідників в Україні, щоб запобігти постійному «відтоку мізків» через еміграцію науковців, якщо будуть забезпечені умови для їхнього безпечного повернення, а також впливати на зміцнення українського університетського та науково-дослідницького сектора, його співпраці та обміну з міжнародною науковою спільнотою;
- Deutsches Elektronen-Synchrotron DESY оголошує «Українську зимову школу 2023», присвячену студентам бакалаврату та магістратури з фізики з України. Школа дасть можливість з перших рук отримати дослідницький досвід у видатних міжнародних лабораторіях. Вибрані студенти будуть запрошені на 6-тижневий період навчання в DESY;
- можливості для українських клініцистів і лікарень щодо ідей медичних приладів – тих, яких немає в наявності, але які зараз потрібні Україні (або існуючі варіанти надто дорогі тощо) від Массачусетського технологічного інституту;
- конкурс «Послуги дослідницької інфраструктури для підтримки досліджень у сфері охорони здоров’я, прискорення зеленої та цифрової трансформації та розвитку передових знань (2023) (HORIZON-INFRA-2023-SERV-01)» Рамкової програми Європейського Союзу з досліджень та інновацій «Горизонт Європа». Конкурс сфокусований на наданні послуг інтегрованих дослідницьких інфраструктур з метою уможливлення досліджень та технологій для вирішення основних суспільних проблем, включаючи виклики в сфері охорони здоров’я, перехід до «зелених» та цифрових технологій, стійкість до криз, а також розвиток передових знань у широких наукових областях. Крім того, однією з ключових цілей конкурсу є надання швидкого доступу до європейських дослідницьких інфраструктур для дослідників України в обраних напрямках досліджень.

## Контакти
Офіційні сторінки РМУ при МОН
- Сайт РМУ при МОН
- Сторінка РМУ при МОН на сайті МОН України

РМУ при МОН у соцмережах
- Фейсбук сторінка РМУ при МОН
- Ютуб-канал РМУ при МОН
- Інстаграм РМУ при МОН
- Телеграм РМУ при МОН
- Лінкедін РМУ при МОН
- Твіттер РМУ при МОН
- Контакти членів Ради